# Liste der Biografien/Wolf
Liste der Biografien |
Portal Biografien |
Personensuche
# |
A |
B |
C |
D |
E |
F |
G |
H |
I |
J |
K |
L |
M |
N |
O |
P |
Q |
R |
S |
T |
U |
V |
W |
X |
Y |
Z |
?
 
Wa |
Wc |
Wd |
We |
Wh |
Wi |
Wj |
Wl |
Wn |
Wo |
Wr |
Ws |
Wt |
Wu |
Ww |
Wy |
Wz
 
Woa |
Wob |
Woc |
Wod |
Woe |
Wof |
Wog |
Woh |
Woi |
Woj |
Wok |
Wol |
Wom |
Won |
Woo |
Wop |
Wor |
Wos |
Wot |
Wou |
Wov |
Wow |
Wox |
Woy |
Woz
 
Wola |
Wolb |
Wolc |
Wold |
Wole |
Wolf |
Wolg |
Wolh |
Woli |
Wolj |
Wolk |
Woll |
Wolm |
Woln |
Wolo |
Wolp |
Wolr |
Wols |
Wolt |
Wolv |
Woly |
Wolz
 
Wolfa |
Wolfb |
Wolfc |
Wolfe |
Wolff |
Wolfg |
Wolfh |
Wolfi |
Wolfk |
Wolfl |
Wolfm |
Wolfn |
Wolfo |
Wolfr |
Wolfs |
Wolft
Die Liste der Biografien führt alle Personen auf, die in der deutschsprachigen Wikipedia einen Artikel haben. Dieses ist eine Teilliste mit 683 Einträgen von Personen, deren Namen mit den Buchstaben „Wolf“ beginnt.

## Wolf

### Wolf D
- Wolf der Ältere, Ebert, deutscher Bildhauer in Bückeburg und Hildesheim

### Wolf K
- Wolf Knopf, Blanche (1894–1966), US-amerikanische Verlegerin

### Wolf V
- Wolf von Eberstein, deutscher Adliger, Gegenstand von Sagen
- Wolf von Glanvell, Viktor (1871–1905), österreichischer BergsteigerViktor Wolf von Glanvell (1871–1905)

Viktor Wolf von Glanvell (1871–1905)

- Wolf von Lüdinghausen, Alexander Ludwig († 1678), Zisterzienserabt und ernannter Bischof von Livland
- Wolf von Nufringen, adliger Herr in Nufringen
- Wolf von Praunheim-Sachsenhausen († 1410), Amtmann von Goldstein
- Wolf von Rippertschwand, Niklaus (1756–1832), schweizerischer Landwirt und Heiler

### Wolf Z
- Wolf zu Füchtel, Hermann († 1506), Domherr in Münster

### Wolf, A – Wolf, Z

#### Wolf, A
- Wolf, Aaron (* 1996), japanischer Judoka
- Wolf, Adalbert (1879–1950), österreichischer Politiker (GDVP), Landtagsabgeordneter im Burgenland
- Wolf, Adam (1822–1883), österreichischer Historiker
- Wolf, Adolf (1869–1952), österreichischer Politiker
- Wolf, Adolf (1899–1973), deutscher Offizier, zuletzt Generalmajor der Luftwaffe im Zweiten Weltkrieg
- Wolf, Adrian (* 1949), deutscher Sänger, Texter und Verleger
- Wolf, Albert (1862–1938), deutscher Schauspieler, Sänger, Regisseur und Theaterdirektor
- Wolf, Albert (1890–1951), deutscher Rabbiner
- Wolf, Albert (1916–1986), deutscher Politiker (CDU), MdB
- Wolf, Alexander (1926–2018), deutscher Autor
- Wolf, Alexander (* 1967), deutscher Politiker (AfD)Alexander Wolf (* 1967)

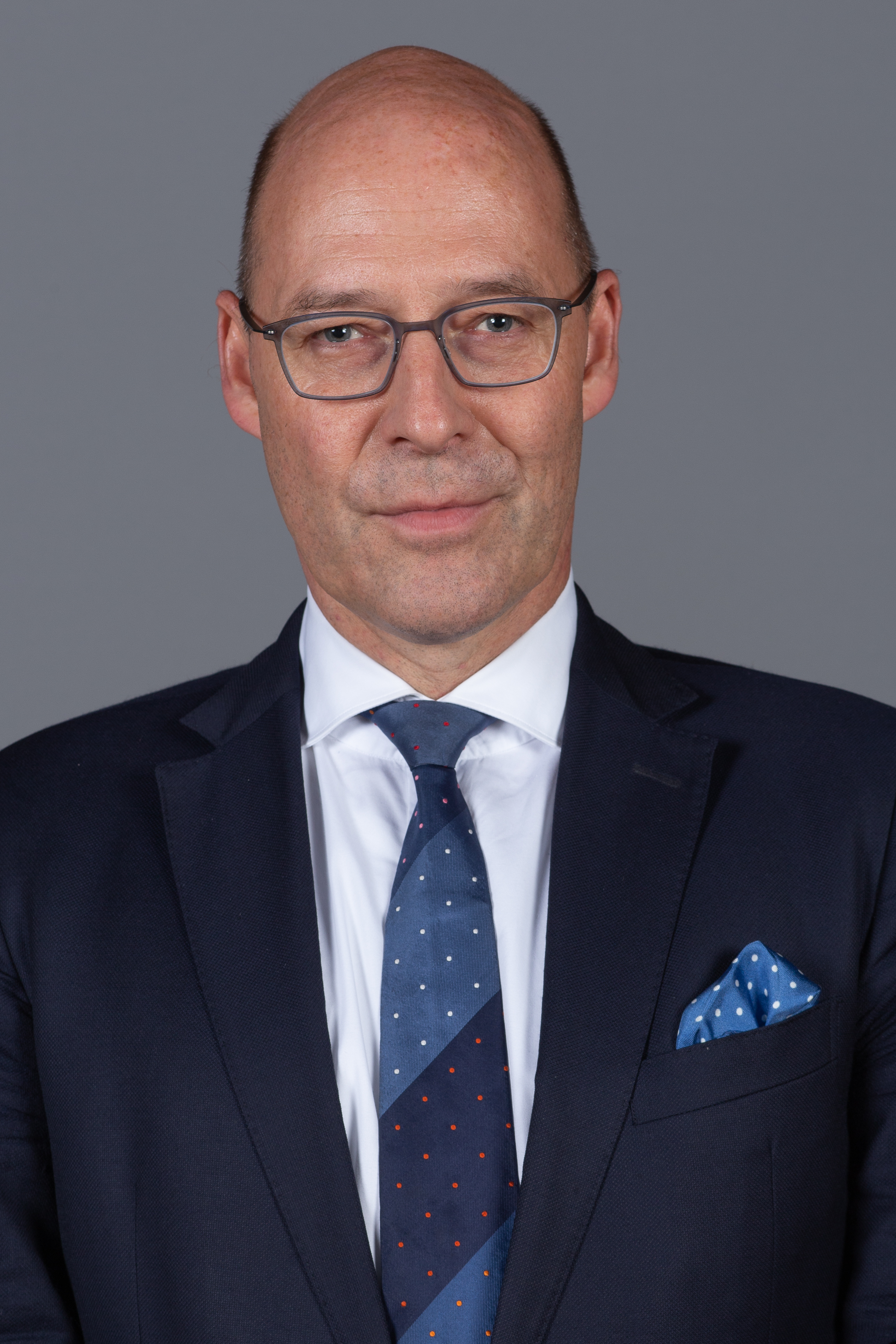
Alexander Wolf (* 1967)

- Wolf, Alexander (1975–2020), deutscher Bildender Künstler
- Wolf, Alexander (* 1978), deutscher Biathlet
- Wolf, Alexander Roger (* 1970), deutscher Schauspieler
- Wolf, Alfred (1878–1949), deutscher Politiker
- Wolf, Alfred (1915–2004), deutsch-US-amerikanischer Rabbiner in Los Angeles und Vertreter des interreligiösen Dialogs
- Wolf, Alfred (1923–2024), österreichischer Autor und Heimatkundler
- Wolf, Alfred (* 1931), deutscher Jurist und Autor
- Wolf, Alfred P. (1923–1998), US-amerikanischer Chemiker
- Wolf, Alfred S., deutscher Gynäkologe
- Wolf, Alison (* 1949), britische Ökonomin und Politikerin
- Wolf, Alois (1929–2020), österreichischer Mediävist und Hochschullehrer
- Wolf, Andre (* 1977), deutscher Autor
- Wolf, Andrea (* 1958), deutsche Schauspielerin, Hörspielsprecherin und Malerin
- Wolf, Andrea (1965–1998), deutsche linksradikale Aktivistin, PKK-Mitglied
- Wolf, Andreas (1615–1661), deutscher Mediziner
- Wolf, Andreas (* 1956), deutscher Architekt, Stadtplaner
- Wolf, Andreas (* 1958), deutscher Fußballspieler
- Wolf, Andreas (* 1982), deutscher FußballspielerAndreas Wolf (* 1982)

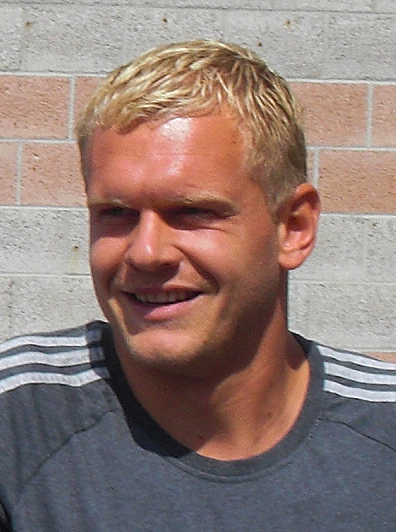
Andreas Wolf (* 1982)

- Wolf, Andreas (* 1990), deutscher Handballspieler
- Wolf, Andy (* 1968), Schweizer Radiomoderator und Unternehmer
- Wolf, Angelika (* 1955), deutsche Malerin
- Wolf, Anita (1900–1989), deutsche Verfasserin religiöser Werke
- Wolf, Annabel (* 1997), deutsche Synchronsprecherin
- Wolf, Anne (* 1967), belgische Jazzmusikerin (Piano, Komposition)
- Wolf, Anton Alois (1782–1859), katholischer Priester und Bischof
- Wolf, Aribert (* 1959), deutscher Politiker (CSU), MdB
- Wolf, Armin (1935–2025), deutscher Mittelalterhistoriker und Hochschullehrer
- Wolf, Armin (* 1961), deutscher Journalist und Moderator
- Wolf, Armin (* 1966), österreichischer Journalist, Fernsehmoderator und AutorArmin Wolf (* 1966)

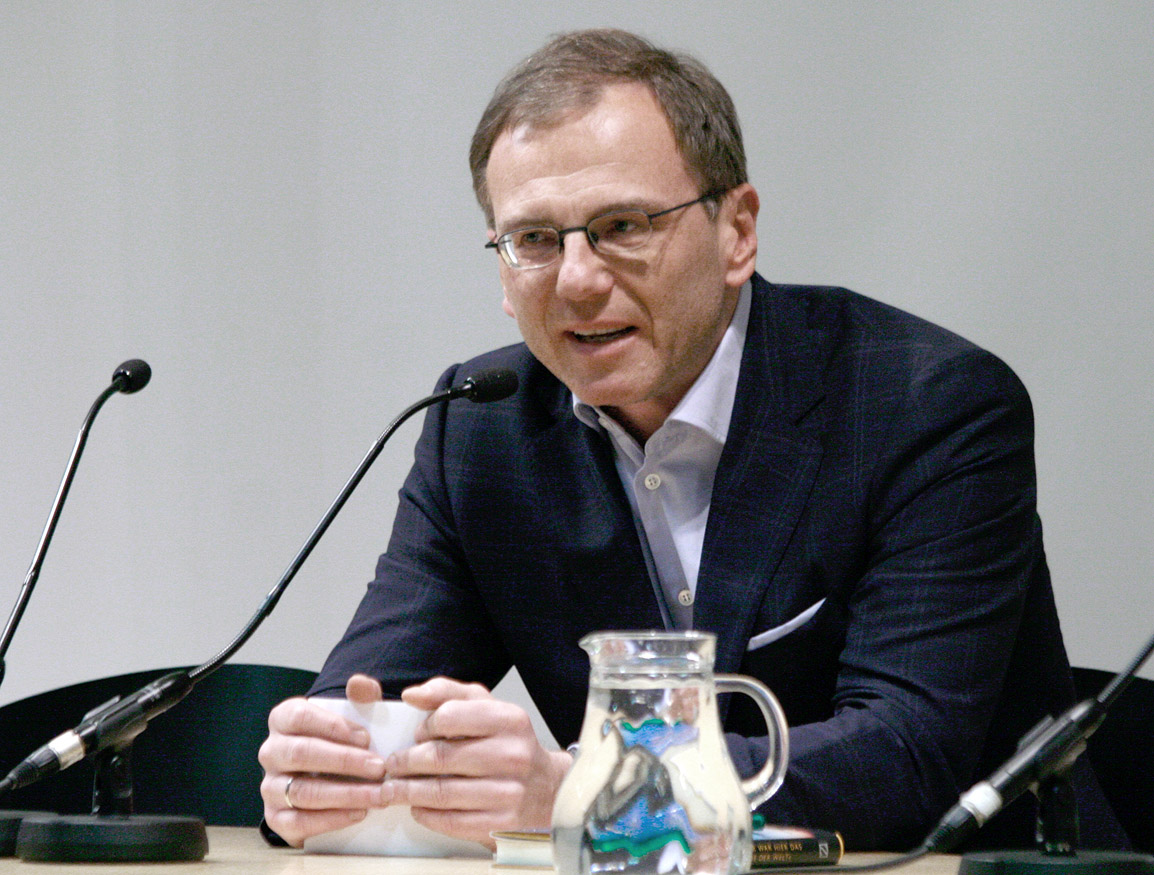
Armin Wolf (* 1966)

- Wolf, Arno (1959–2013), deutscher Fußballspieler
- Wolf, Arnoldine (1769–1820), deutsche Dichterin
- Wolf, Arthur H. (1917–2002), US-amerikanischer Filmproduzent, Filmregisseur und Drehbuchautor
- Wolf, August (1842–1915), deutscher Kunstmaler
- Wolf, August (1889–1945), deutscher Drucker und sozialdemokratischer Widerstandskämpfer
- Wolf, August (1932–2023), deutscher Motorradrennfahrer
- Wolf, Augustinus (1910–1943), deutscher römisch-katholischer Ordensmann, Missionar und Märtyrer
- Wolf, Austin (* 1983), amerikanischer Pornodarsteller und Model

#### Wolf, B
- Wolf, Barbara (* 1962), deutsche Diplomatin
- Wolf, Benno (1871–1943), deutscher Höhlenforscher
- Wolf, Bernd (1953–2010), deutscher Maler
- Wolf, Bernd (* 1955), deutscher Politiker (CDU), MdV, MdL
- Wolf, Bernd (* 1961), deutscher Dirigent, Musiker, Produzent und Musikverleger
- Wolf, Bernd (* 1997), österreichischer Eishockeyspieler
- Wolf, Bernhard (* 1948), deutscher Biophysiker
- Wolf, Bernhard (* 1965), österreichischer bildender Künstler
- Wolf, Bernhard (* 1982), österreichischer Theater- und Filmschauspieler
- Wolf, Bernhard (* 1988), österreichischer Schwimmer
- Wolf, Berta (1904–1991), österreichische Mittelschullehrerin und Vorsitzende der Katholischen Frauenbewegung Österreichs
- Wolf, Berthold (1874–1946), Verlagsdirektor und Journalist
- Wolf, Bethany Ashton (* 1975), US-amerikanische Drehbuchautorin, Produzentin und Filmregisseurin
- Wolf, Birgitta (1913–2009), schwedische Publizistin und Anwältin der Gefangenen
- Wolf, Bodo (1940–2024), deutscher Energiewirtschaftler
- Wolf, Bodo (1944–2023), deutscher Schauspieler, Synchronsprecher sowie Hörspiel- und Hörbuchsprecher
- Wolf, Brigitte (* 1951), deutsche Designerin und Professorin für Designtheorie
- Wolf, Brigitte (* 1967), Schweizer Orientierungsläuferin
- Wolf, Bruno (1878–1971), deutscher Kommunalbeamter
- Wolf, Burkhardt (* 1969), deutscher Germanist

#### Wolf, C
- Wolf, Carl (1820–1876), deutscher Architekt und braunschweigischer Baubeamter
- Wolf, Carl (1834–1901), deutscher römisch-katholischer Pfarrer und Politiker (Zentrum), MdR
- Wolf, Carsten (* 1964), deutscher Radrennfahrer
- Wolf, Cäsar (1874–1933), deutscher Privatbankier und Freimaurer
- Wolf, Caspar (1735–1783), Schweizer Maler der Vorromantik
- Wolf, Catherine G. (1947–2018), US-amerikanische Psychologin und Informatikerin
- Wolf, Cendrine (* 1969), französische Autorin
- Wolf, Chad (* 1976), US-amerikanischer Politiker und Regierungsbeamter
- Wolf, Charles (1827–1918), französischer Astronom und Physiker
- Wolf, Charles (1909–1990), französischer Autorennfahrer
- Wolf, Chris (* 1991), deutscher Fußballspieler
- Wolf, Christa (1929–2011), deutsche SchriftstellerinChrista Wolf (1929–2011)

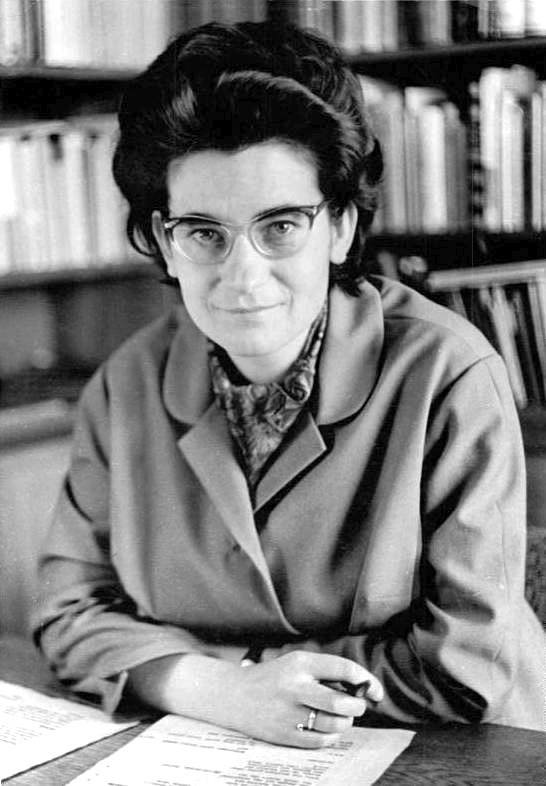
Christa Wolf (1929–2011)

- Wolf, Christian, Schweizer Spieleautor
- Wolf, Christian (* 1958), deutscher Rechtswissenschaftler
- Wolf, Christian (* 1978), deutscher Politiker (FDP), MdA
- Wolf, Christian Heiner (* 1971), deutscher SchauspielerChristian Heiner Wolf (* 1971)

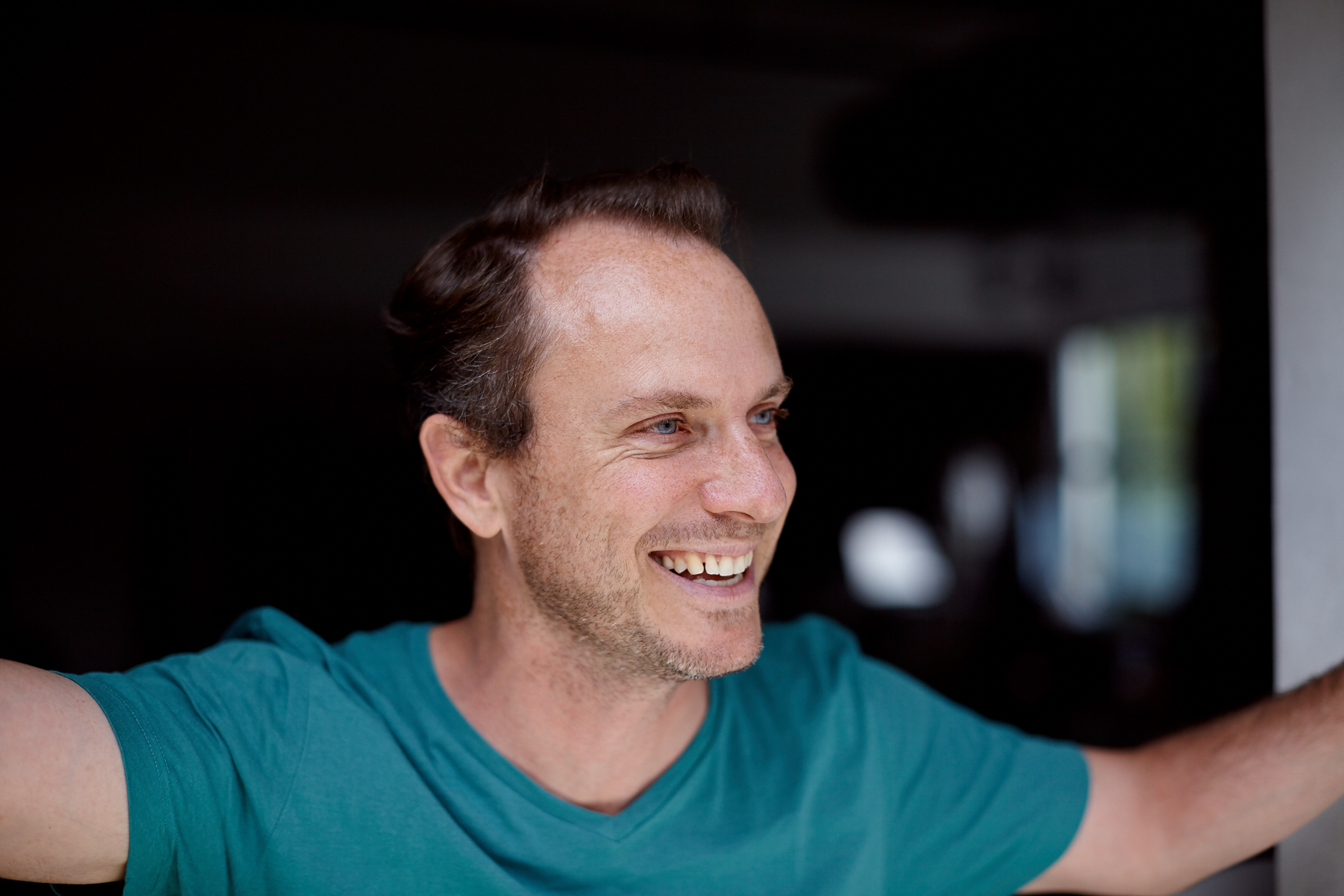
Christian Heiner Wolf (* 1971)

- Wolf, Christian Sigismund (1632–1699), deutscher evangelisch-lutherischer Geistlicher
- Wolf, Christiane (* 1964), deutsche Kunsthistorikerin
- Wolf, Christine (* 1980), deutsche Leichtathletin
- Wolf, Christof (* 1963), deutscher Volkswirt und Soziologe
- Wolf, Christoph (* 1986), österreichischer Politiker (ÖVP), Landtagsabgeordneter
- Wolf, Christoph Joseph, nostitzscher Bergamts- und Bergwerksvorsteher, Viertelmeister, Steuereinnehmer, Ratsherr und Stadtrichter von Frühbuß
- Wolf, Christopher (* 1995), deutscher Basketballspieler
- Wolf, Claus (* 1959), deutscher Prähistoriker und Denkmalpfleger
- Wolf, Cornelia (* 1982), deutsche Kommunikationswissenschaftlerin
- Wolf, Cornelis de (1880–1935), niederländischer Organist, Komponist und Musikpädagoge

#### Wolf, D
- Wolf, Dale E. (1924–2021), US-amerikanischer Politiker
- Wolf, Daniel (* 1985), österreichischer Fußballspieler
- Wolf, Daniela (* 1988), österreichische Wissenschaftlerin und Lehrende
- Wolf, Daria Vivien (* 2001), deutsche Schauspielerin, Hörspiel- und Synchronsprecherin
- Wolf, David (* 1989), deutscher Eishockeyspieler
- Wolf, David Alexander (* 1956), US-amerikanischer Astronaut
- Wolf, Denis (* 1983), deutsch-philippinischer Fußballspieler
- Wolf, Dennis (* 1978), kirgisisch-deutscher Bodybuilder
- Wolf, Detlef (1951–2013), deutscher Geodät
- Wolf, Detlef (* 1956), deutscher Fußballspieler
- Wolf, Dick (* 1946), US-amerikanischer Produzent amerikanischer KrimiserienDick Wolf (* 1946)

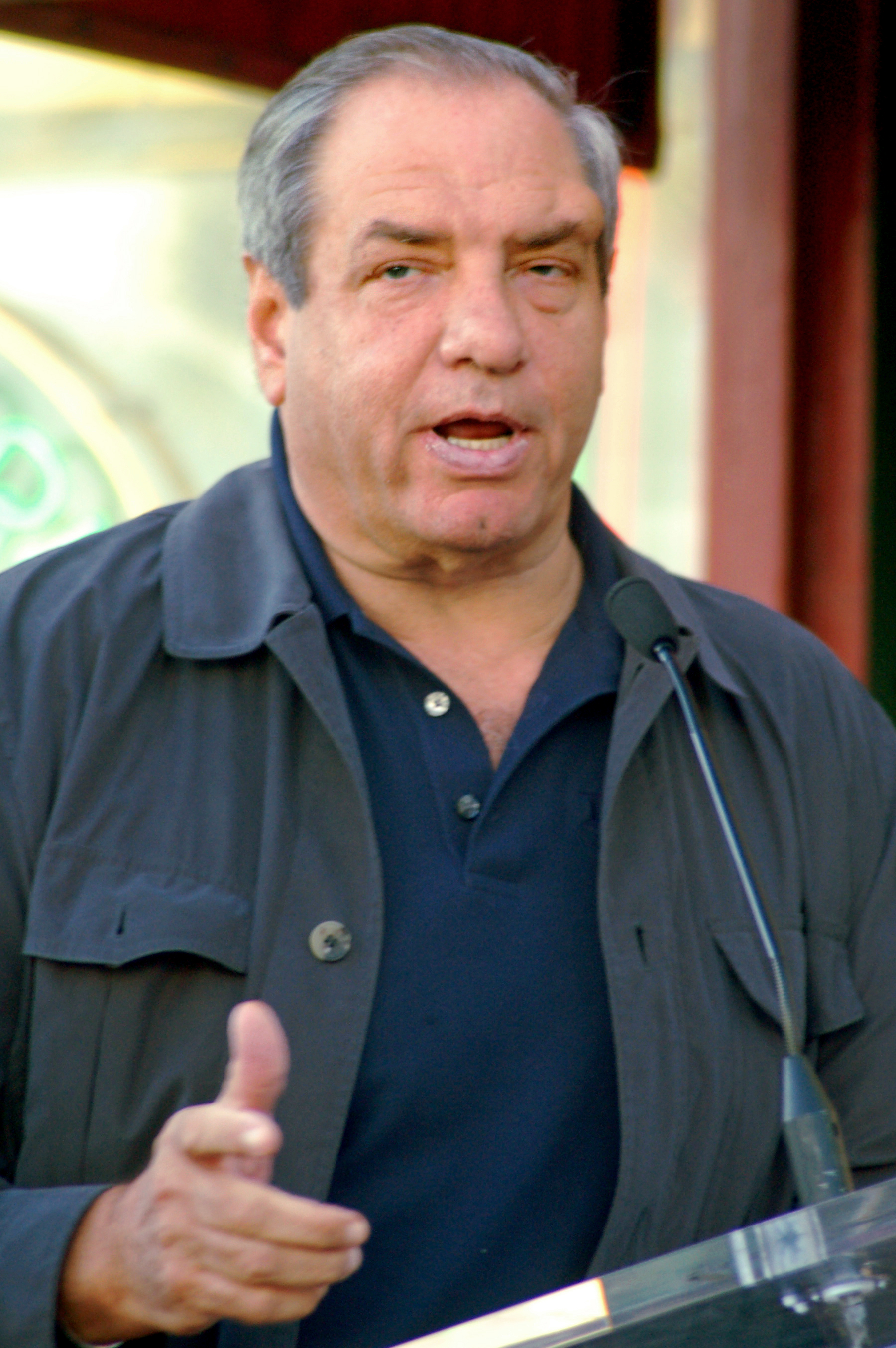
Dick Wolf (* 1946)

- Wolf, Dieter (1934–2005), deutscher Verwaltungsjurist und Präsident des Bundeskartellamtes
- Wolf, Dieter (* 1942), deutscher Soziologe
- Wolf, Dieter (* 1956), deutscher Historiker
- Wolf, Dieter O. A. (1939–1983), deutscher Politikwissenschaftler und Autor
- Wolf, Dirk (* 1972), deutscher Fußballspieler
- Wolf, Doris (* 1954), deutsche Psychotherapeutin und Autorin
- Wolf, Dorothea (* 1951), deutsche Politikerin (Bündnis 90/Die Grünen), MdL

#### Wolf, E
- Wolf, Eberhard (1938–2023), deutscher Bildhauer
- Wolf, Ebert der Jüngere, deutscher Bildhauer in Bückeburg und Hildesheim
- Wolf, Eckhard (1932–2018), deutscher Jurist und Vorsitzender Richter am Bundesgerichtshof
- Wolf, Eckhard (* 1963), deutscher Tierarzt und Hochschullehrer
- Wolf, Edgar (1882–1945), deutscher Politiker (DNVP), MdR
- Wolf, Eduard (1885–1961), deutscher Unternehmer
- Wolf, Egbert Ludwig (1860–1931), deutscher bzw. russischer Botaniker
- Wolf, Egwin (* 1951), deutscher Fußballspieler
- Wolf, Elisabeth (1873–1964), deutsche Malerin
- Wolf, Elmar (1939–2006), deutscher Blasmusiker, Orchesterchef, Musikverleger und Produzent
- Wolf, Emil (1922–2018), US-amerikanischer Physiker
- Wolf, Enosch (* 1990), deutscher Basketballspieler
- Wolf, Eric (1923–1999), US-amerikanischer Anthropologe
- Wolf, Erich (1940–2012), deutscher Fußballtorhüter
- Wolf, Erich (* 1949), österreichischer ehemaliger Offizier des österreichischen Bundesheeres
- Wolf, Erich Martin (1947–2022), österreichischer Schauspieler und Theaterregisseur
- Wolf, Erik (1902–1977), deutscher Rechtsphilosoph
- Wolf, Erika (1912–2003), deutsche Politikerin (CDU), MdB
- Wolf, Ernest M. (1909–1994), US-amerikanischer Germanist und Romanist deutscher Herkunft
- Wolf, Ernest S. (1921–2018), deutsch-amerikanischer Arzt, Psychoanalytiker, Lehranalytiker und Autor
- Wolf, Ernst (1886–1964), deutscher Vizeadmiral
- Wolf, Ernst (1902–1971), deutscher protestantischer Theologe und Hochschullehrer
- Wolf, Ernst (1907–1989), deutscher Politiker (SED), Staatssekretär, stellvertretender OB von Ostberlin
- Wolf, Ernst (1914–2008), deutscher Jurist und Hochschullehrer, Professor für Zivilrecht an der Philipps-Universität in Marburg
- Wolf, Ernst (1915–2007), Schweizer bildender Künstler
- Wolf, Ernst (* 1948), deutscher Maler
- Wolf, Ernst Hugo von (1838–1913), sächsischer Generalmajor
- Wolf, Ernst Wilhelm (1735–1792), deutscher Hofkapellmeister, Pianist und Komponist
- Wolf, Ernst-August (1942–2022), deutscher Politiker (SPD), MdL
- Wolf, Erwin (1919–1994), deutscher Trompeter und Hochschullehrer
- Wolf, Erzsébet (* 1952), ungarische Badmintonspielerin
- Wolf, Eugen (1850–1912), deutscher Journalist und Forschungsreisender
- Wolf, Eugen (1865–1939), deutscher Fotograf
- Wolf, Eugen, deutscher Schwimmer
- Wolf, Ewald (* 1955), Liechtensteiner Radsportler

#### Wolf, F
- Wolf, Felix (1893–1936), deutsch-russischer Kommunist
- Wolf, Felix (* 1989), deutscher Schwimmer
- Wolf, Ferdinand (1796–1866), österreichischer Romanist
- Wolf, Ferdinando, österreichischer Unternehmer
- Wolf, Frank (* 1939), US-amerikanischer Politiker
- Wolf, Frank (* 1968), deutscher Fußballspieler
- Wolf, František (1904–1989), tschechischer Mathematiker
- Wolf, Franz, Architekt in Prag
- Wolf, Franz (1889–1972), deutscher Gewerkschaftsfunktionär und Politiker (SPD), MdL Bayern
- Wolf, Franz (1898–1984), deutscher Physiker
- Wolf, Franz (1907–1999), deutscher SS-Unterscharführer im Vernichtungslager Sobibor
- Wolf, Franz (* 1953), deutscher Manager
- Wolf, Franz Benedikt (1825–1904), königlich preußischer Generalmajor und zuletzt Kommandeur der 2. Fuß-Artilleriebrigade
- Wolf, Franz Ferdinand (* 1947), österreichischer Politiker (ÖVP), Landtagsabgeordneter
- Wolf, Franz Karl (1764–1836), deutscher Grafiker und Schuldirektor in Prag
- Wolf, Franziska (1861–1933), österreichische Lehrerin und Schriftstellerin
- Wolf, Franziskus (1876–1944), deutscher Geistlicher, römisch-katholischer Bischof, Apostolischer Vikar
- Wolf, Fred (* 1932), amerikanischer Animator, Filmregisseur, Filmproduzent und Drehbuchautor
- Wolf, Fred Alan (* 1934), US-amerikanischer Physiker und Autor
- Wolf, Frieder Otto (* 1943), deutscher Politikwissenschaftler, Politiker (Bündnis 90/Die Grünen) und Philosoph; MdEP (1994–1999)
- Wolf, Friedrich (1884–1970), deutscher römisch-katholischer Geistlicher
- Wolf, Friedrich (1888–1953), deutscher Arzt und SchriftstellerFriedrich Wolf (1888–1953)

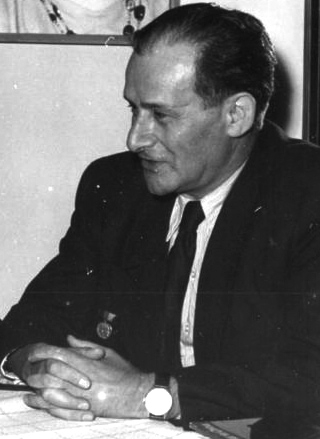
Friedrich Wolf (1888–1953)

- Wolf, Friedrich (1920–1986), deutscher Chemiker
- Wolf, Friedrich (1935–2008), österreichischer Chorleiter, Musikpädagoge und Komponist
- Wolf, Friedrich August (1759–1824), deutscher Altphilologe und Altertumswissenschaftler
- Wolf, Fritz (1853–1922), deutscher Arzt, hessischer Politiker, Abgeordneter
- Wolf, Fritz (1880–1961), deutscher Kunstturner
- Wolf, Fritz (1918–2001), deutscher Grafiker und Karikaturist

#### Wolf, G
- Wolf, Gabriela (* 1960), deutsche Marathonläuferin
- Wolf, Gary K. (* 1941), US-amerikanischer Science-Fiction-Autor
- Wolf, Georg, deutscher Jazz und Improvisationsmusiker
- Wolf, Georg (1817–1864), deutscher Verwaltungsbeamter
- Wolf, Georg (1858–1930), deutscher Bildhauer
- Wolf, Georg (1871–1951), deutscher Journalist und Politiker
- Wolf, Georg (1882–1962), deutscher Tier- und Landschaftsmaler der Düsseldorfer Schule
- Wolf, Georg (1921–2012), deutscher Jurist und Polizeibeamter
- Wolf, Georg (* 1995), deutscher Volleyball- und Beachvolleyballspieler
- Wolf, Georg Jakob (1882–1936), deutscher Kunsthistoriker und Schriftsteller
- Wolf, Georg-Friedrich (* 1962), deutscher Stahlbildhauer
- Wolf, George (1777–1840), US-amerikanischer Politiker
- Wolf, Gerald (* 1943), deutscher Neurobiologe
- Wolf, Gerald, deutscher Diplomat
- Wolf, Geralyn (* 1947), US-amerikanische anglikanische Bischöfin
- Wolf, Gerd (* 1933), deutscher Physiker
- Wolf, Gerd (1940–2019), deutscher Opernsänger (Bass)
- Wolf, Gerd-Peter (* 1951), deutscher Politiker (SPD), MdL
- Wolf, Gerhard (1896–1971), deutscher Diplomat
- Wolf, Gerhard (1909–1996), deutscher Künstler und Kunsterzieher
- Wolf, Gerhard (1928–2023), deutscher Schriftsteller und VerlegerGerhard Wolf (1928–2023)
- Wolf, Gerhard (* 1952), deutscher Jurist

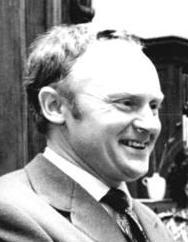
Gerhard Wolf (1928–2023)

- Wolf, Gerhard (* 1952), deutscher Kunsthistoriker
- Wolf, Gerhard (* 1954), deutscher Altgermanist
- Wolf, Gerhard (* 1965), deutscher Posaunist
- Wolf, Gerlinde (* 1959), deutsche Drehbuchautorin
- Wolf, German (1830–1890), württembergischer Pionier der Fotografie
- Wolf, Gerson (1823–1892), österreichischer Religionslehrer und Historiker
- Wolf, Gertraud (1878–1961), deutsche Politikerin (BMP, DVP), MdL und Volkswirtin
- Wolf, Gery (1949–2023), österreichischer Fotograf
- Wolf, Gisela (1926–1986), deutsche Agentin der Militärischen Aufklärung der Nationalen Volksarmee der DDR in der Schweiz
- Wolf, Gordon (* 1990), deutscher Diskuswerfer
- Wolf, Gotthard (1910–1995), deutscher Wissenschaftsfilmer
- Wolf, Gotthardt (1887–1947), deutscher Kameramann
- Wolf, Gottlieb Benjamin von (* 1780), württembergischer Oberamtmann
- Wolf, Götz, deutscher Kinderdarsteller
- Wolf, Guido (* 1961), deutscher Politiker (CDU), MdLGuido Wolf (* 1961)

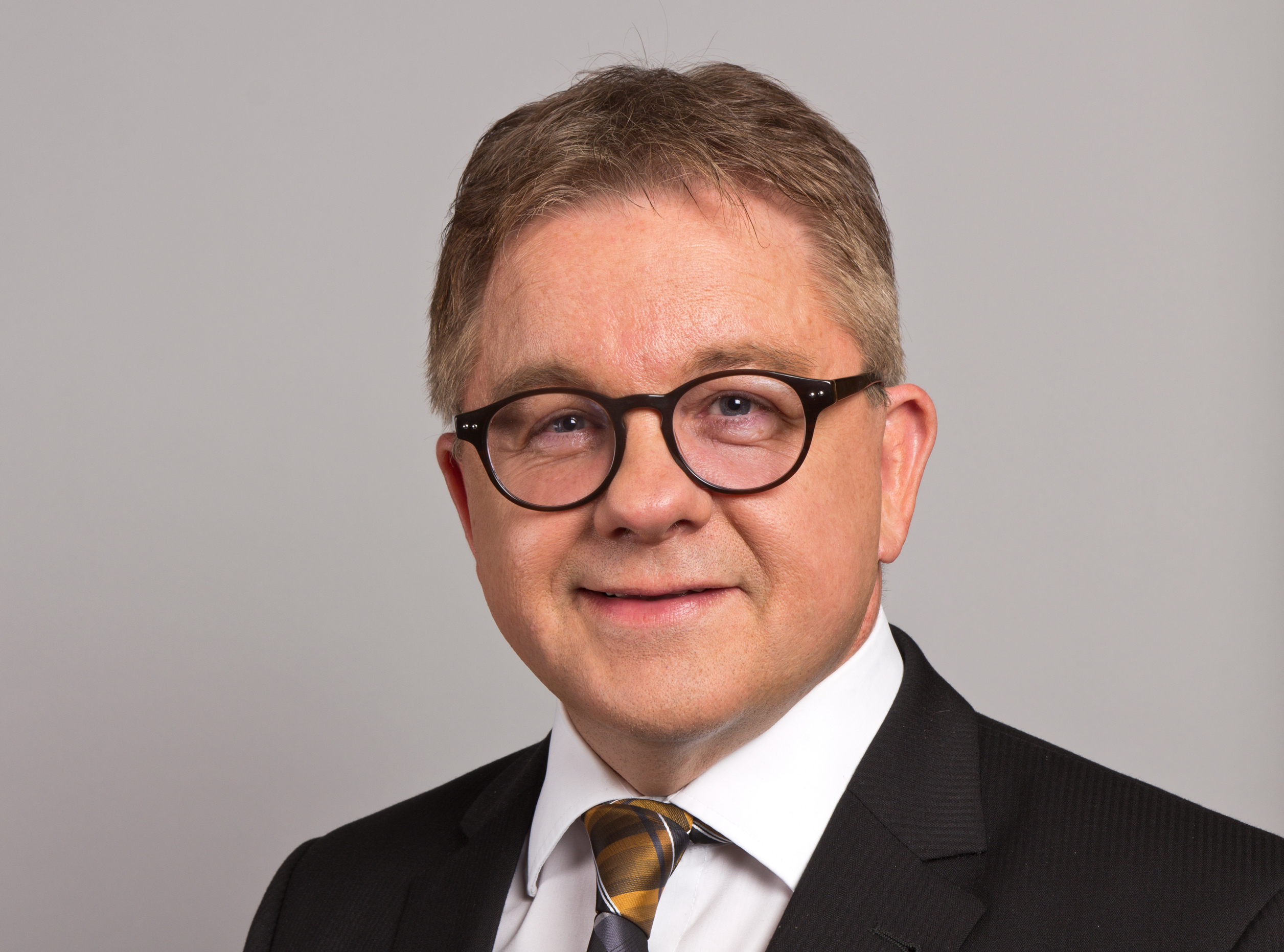
Guido Wolf (* 1961)

- Wolf, Günter (1926–2013), deutscher Generalleutnant des Ministeriums für Staatssicherheit
- Wolf, Günter (1930–2014), deutscher Schauspieler, Regisseur, Drehbuchautor, Hörspiel- und Synchronsprecher
- Wolf, Günter (1937–2024), deutscher experimenteller Elementarteilchenphysiker
- Wolf, Günter (* 1942), deutscher Walzwerker und Mitglied der Volkskammer der DDR
- Wolf, Günter (* 1949), deutscher Wasserballspieler und -trainer
- Wolf, Gunter (* 1961), deutscher Nephrologe und Diabetologe
- Wolf, Günther (1925–2018), deutscher Chordirektor und Dirigent
- Wolf, Gunther (* 1930), deutscher Historiker
- Wolf, Gunther (* 1964), deutscher Unternehmer und Unternehmensberater
- Wolf, Guntram (1935–2013), deutscher Instrumentenbauer und Spezialist für die Restaurierung historischer Holzblasinstrumente
- Wolf, Gustav (1865–1940), deutscher Historiker und Professor für neuere Geschichte
- Wolf, Gustav (1887–1963), deutscher Architekt und Baubeamter
- Wolf, Gustav (1887–1947), deutscher Maler
- Wolf, Gusti (1912–2007), österreichische Kammerschauspielerin

#### Wolf, H
- Wolf, Hanna (1908–1999), deutsche Rektorin der SED-Parteihochschule
- Wolf, Hanna (* 1936), deutsche Politikerin (SPD), MdB
- Wolf, Hanna (* 1943), deutsche Politikerin (LDPD), MdV
- Wolf, Hannes (* 1981), deutscher Fußballspieler und -trainerHannes Wolf (* 1981)

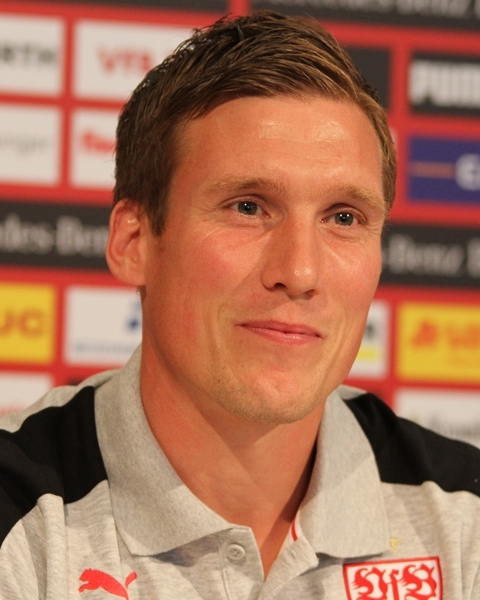
Hannes Wolf (* 1981)

- Wolf, Hannes (* 1999), österreichischer Fußballspieler
- Wolf, Hanns (1894–1968), deutscher Pianist, Komponist und Klavierpädagoge
- Wolf, Hans, deutscher Bildhauer der Renaissance in Bückeburg und Obernkirchen
- Wolf, Hans (1839–1912), deutscher Zeichner, Illustrator und Holzschneider
- Wolf, Hans (1850–1940), deutscher Jurist
- Wolf, Hans (1892–1972), deutscher Politiker (FDP), MdL Bayern
- Wolf, Hans (1902–1948), deutscher Lagerältester im Außenlager Tröglitz des KZ BuchenwaldHans Wolf (1902–1948)

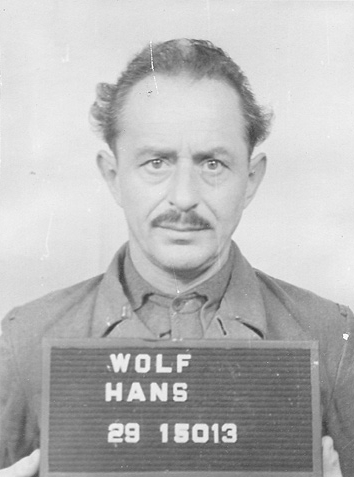
Hans Wolf (1902–1948)

- Wolf, Hans (* 1911), deutscher Fußballspieler
- Wolf, Hans (1921–1972), österreichischer Maler
- Wolf, Hans (* 1940), US-amerikanischer Radrennfahrer
- Wolf, Hans (* 1949), deutscher Schriftsteller und Übersetzer
- Wolf, Hans Christoph (1929–2020), deutscher Experimentalphysiker
- Wolf, Hans Günter (1935–2020), deutscher Fallschirmspringer
- Wolf, Hans-Georg (* 1963), deutscher Anglist und Hochschullehrer
- Wolf, Hans-Günter (1924–1991), deutscher Agent der Militärischen Aufklärung der Nationalen Volksarmee der DDR in der Schweiz
- Wolf, Hans-Heinrich (1911–1987), deutscher evangelischer Theologe
- Wolf, Hans-Heinrich (* 1948), deutscher Fußballspieler
- Wolf, Hans-Joachim (1947–1964), deutsches Todesopfer der Berliner Mauer
- Wolf, Hans-Jürgen (1950–2018), deutscher Synchronsprecher, Schauspieler und Hörspielsprecher
- Wolf, Hansheinrich von (1873–1916), deutscher Adeliger und Offizier
- Wolf, Harald (* 1955), deutscher Neurobiologe
- Wolf, Harald (* 1955), deutscher Radrennfahrer
- Wolf, Harald (* 1956), deutscher Politiker (Die Linke), MdA, Senator in BerlinHarald Wolf (* 1956)

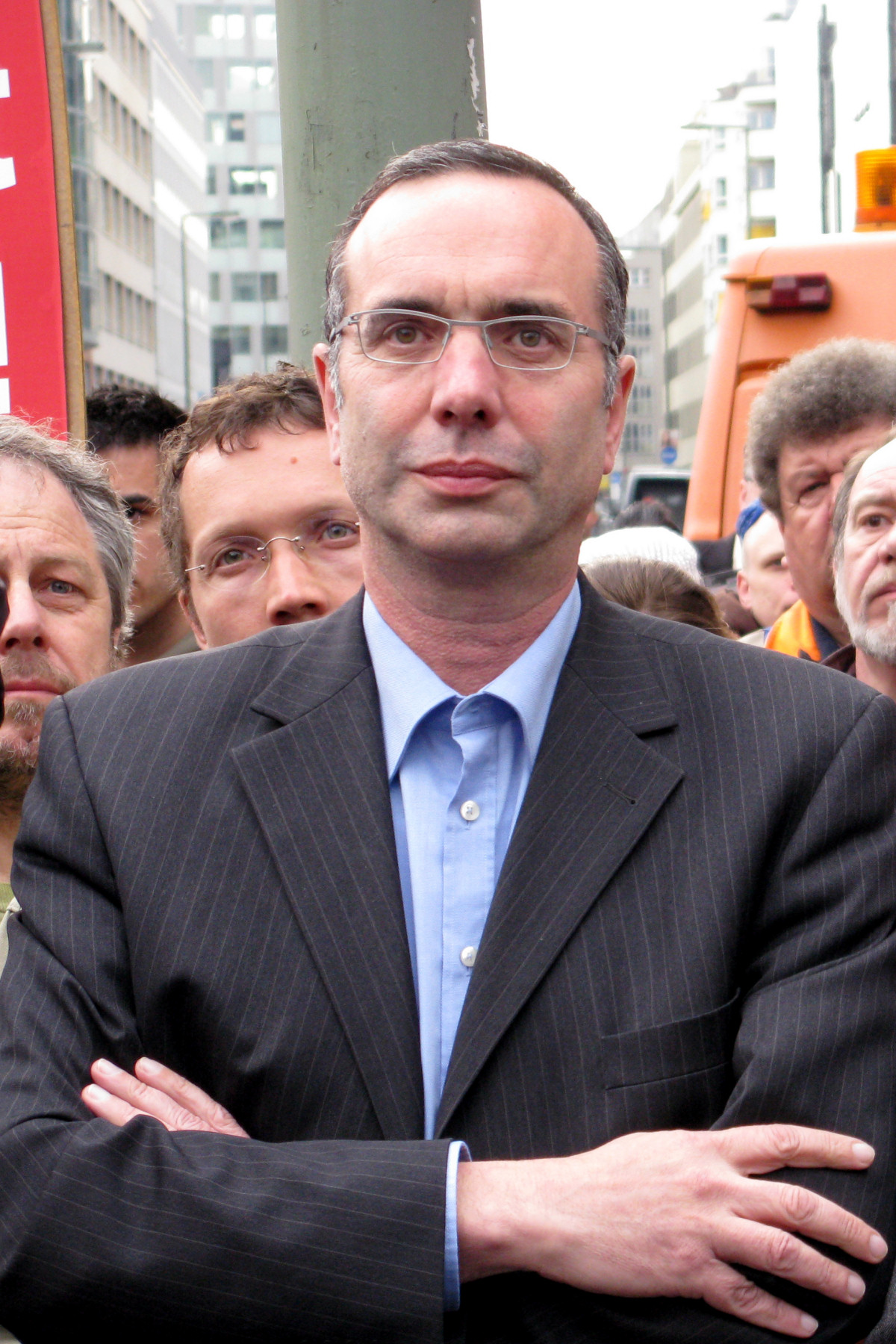
Harald Wolf (* 1956)

- Wolf, Harriet (1894–1987), deutsche Malerin
- Wolf, Harry Benjamin (1880–1944), US-amerikanischer Politiker
- Wolf, Harry L. (1908–1993), US-amerikanischer Kameramann
- Wolf, Hasso (1926–2009), deutscher Hörfunkmoderator
- Wolf, Heike (* 1977), deutsche Autorin von Historischen und Fantasy-Romanen
- Wolf, Heinrich (1801–1887), deutscher Pastor in Dithmarschen, Kiel und Bremerhaven
- Wolf, Heinrich (1817–1871), deutscher Mühlenbesitzer und Politiker, MdL
- Wolf, Heinrich (1857–1941), deutscher Politiker (SPD), MdL
- Wolf, Heinrich (1858–1942), deutscher Autor
- Wolf, Heinrich (1868–1924), deutsch-böhmischer Architekt und Fachbuchautor
- Wolf, Heinrich (1890–1973), deutscher Politiker der SPD
- Wolf, Heinrich (1909–1984), deutscher Politiker (CDU), MdL
- Wolf, Heinrich (1919–1983), deutscher Fotograf
- Wolf, Heinrich (1924–2020), deutscher Lehrer und Entomologe
- Wolf, Heinrich (1926–2010), deutscher Unternehmer
- Wolf, Heinrich Anton (1908–1984), deutscher Jurist und Politiker (CDU)
- Wolf, Heinz (* 1959), österreichischer Comiczeichner
- Wolf, Heinz (* 1964), deutscher Journalist und Fernsehmoderator
- Wolf, Heinz Jürgen (1936–2016), deutscher Romanist und Sprachwissenschaftler
- Wolf, Helga Maria (* 1951), österreichische Ethnologin und Autorin
- Wolf, Helmut (1910–1994), deutscher Geodät und Hochschullehrer
- Wolf, Helmut (1937–2020), deutscher Geologe, Museumsleiter und Heimatforscher
- Wolf, Helmut (* 1939), österreichischer Politiker (SPÖ), Landtagsabgeordneter, Abgeordneter zum Nationalrat
- Wolf, Helmut (* 1948), deutscher Politiker (DVU, FDVP), MdL
- Wolf, Henry (1925–2005), US-amerikanischer Fotograf und Grafikdesigner
- Wolf, Herbert (1925–2022), deutscher Wirtschaftswissenschaftler, Hauptvertreter des Neuen Ökonomischen Systems in der DDR
- Wolf, Herbert (1930–2017), deutscher Germanist und Hochschullehrer
- Wolf, Herbert Franz (1927–1993), deutscher Soziologe und Hochschullehrer
- Wolf, Hermann (1861–1939), deutscher Lehrer und Pionier der proletarischen Naturheilbewegung
- Wolf, Hermann (1871–1953), Landrat im Kreis Sulingen
- Wolf, Hermann (1880–1951), deutschamerikanischer Rechtsanwalt
- Wolf, Hermann (1889–1978), deutscher Zahnmediziner sowie Hochschullehrer österreichischer Herkunft
- Wolf, Hermann (1937–2016), deutscher Pianist und Klavierpädagoge
- Wolf, Herta (* 1954), deutsche Kunsthistorikerin
- Wolf, Hieronymus (1516–1580), deutscher Humanist und Philologe; Begründer der deutschen ByzantinistikHieronymus Wolf (1516–1580)

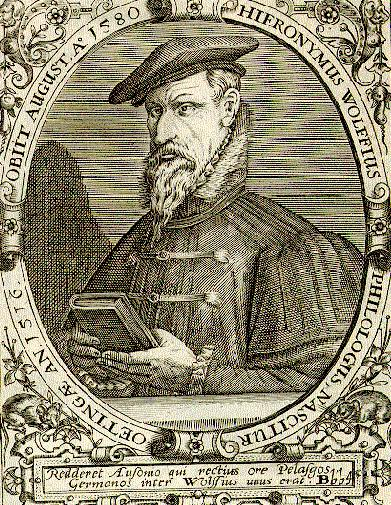
Hieronymus Wolf (1516–1580)

- Wolf, Hillary (* 1977), US-amerikanische Schauspielerin und Judoka
- Wolf, Horst (1894–1980), deutscher Heldentenor
- Wolf, Horst (1917–1988), deutscher Judoprofessor und Sportwissenschaftler
- Wolf, Horst (1928–2015), deutscher Journalist, Lokalredakteur der Frankfurter Rundschau
- Wolf, Horst (* 1964), deutscher Basketballspieler
- Wolf, Howling (1849–1927), Cheyenne-Krieger und Grafik-Künstler
- Wolf, Hubert (1934–1981), deutscher Musiker und Komponist
- Wolf, Hubert (* 1959), deutscher römisch-katholischer Theologe und Kirchenhistoriker
- Wolf, Hubert (* 1967), österreichischer Schauspieler, Kabarettist
- Wolf, Hugo (1830–1900), deutscher Arzt und Revolutionär im Jahr 1849
- Wolf, Hugo (1860–1903), österreichischer KomponistHugo Wolf (1860–1903)

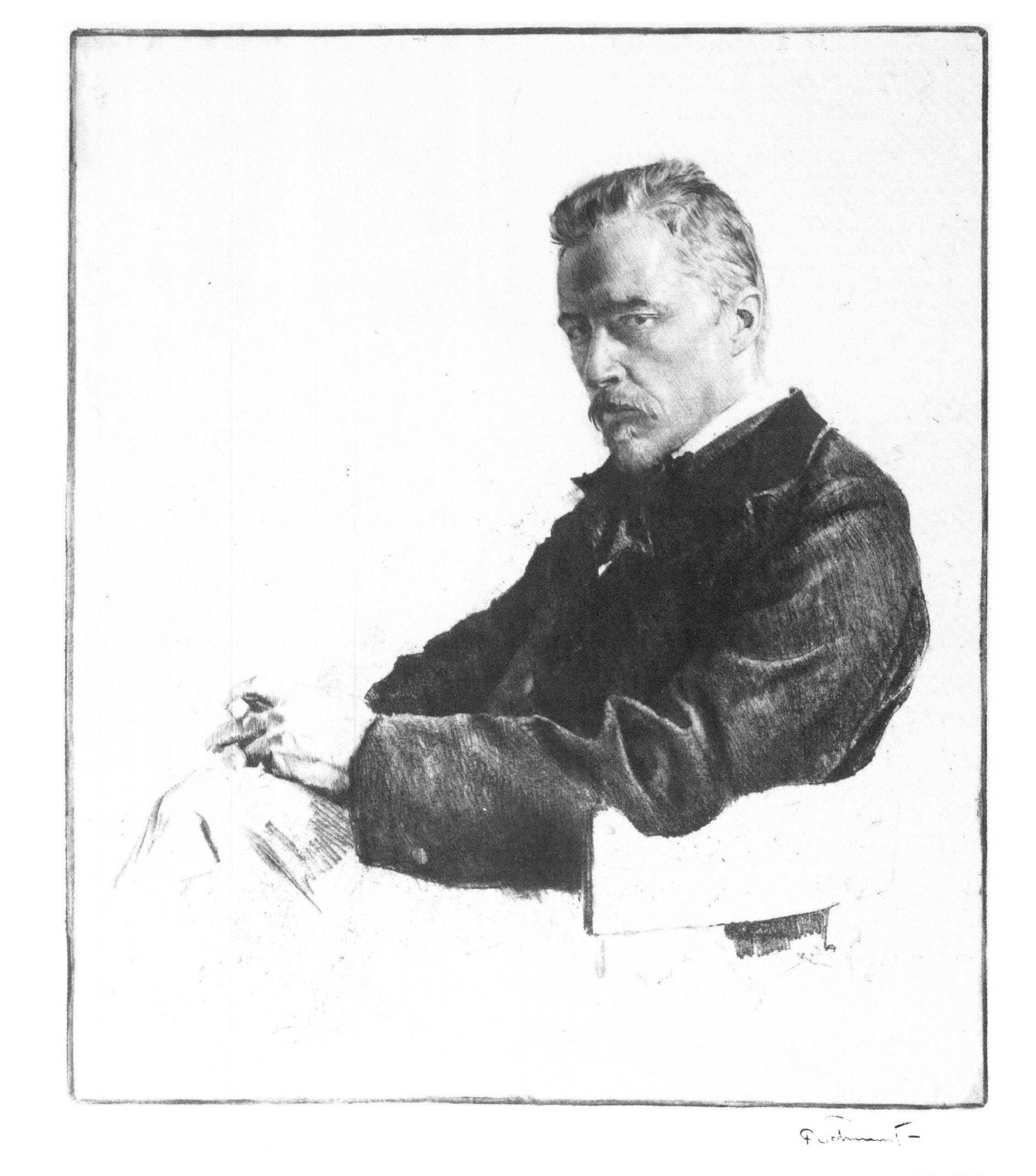
Hugo Wolf (1860–1903)

- Wolf, Hugo (1888–1946), österreichischer Rechtsanwalt und Schriftsteller
- Wolf, Hugo (1896–1960), deutscher Politiker (VRP) und ehemaliger Abgeordneter des Landtags des Volksstaates Hessen in der Weimarer Republik

#### Wolf, I
- Wolf, Ilka (* 1986), deutsche Sängerin und Musicaldarstellerin
- Wolf, Immanuel (1870–1964), deutscher Lehrer
- Wolf, Ina (* 1954), österreichische Sängerin
- Wolf, Ingo (* 1955), deutscher Politiker (FDP), MdL, MdB
- Wolf, Ingo (* 1965), deutscher Basketballspieler
- Wolf, Ingrid (* 1943), deutsche Keramikerin und Politikerin (CDU), MdVK
- Wolf, Irmgard (* 1951), deutsche Richterin
- Wolf, Isabella (* 1987), deutsche Schauspielerin
- Wolf, Isabelle (* 1994), deutsche Fußballspielerin

#### Wolf, J
- Wolf, J. J. (* 1998), US-amerikanischer Tennisspieler
- Wolf, Jack Keil (1935–2011), US-amerikanischer Informatiker
- Wolf, Jakob (1654–1723), deutscher Pädagoge
- Wolf, Jakob (* 1891), russlanddeutscher römisch-katholischer Geistlicher und Märtyrer
- Wolf, Jakob (* 1966), österreichischer Politiker (ÖVP), Landtagsabgeordneter und Bürgermeister
- Wolf, James (1870–1943), deutscher Volkssänger, Komiker und Varietékünstler
- Wolf, James Iwan (1893–1981), deutscher Sänger und Entertainer
- Wolf, Jaromír (1919–1990), tschechischer Bergsteiger
- Wolf, Jean-Claude (* 1953), Schweizer Philosoph, Professor für Ethik und politische Philosophie
- Wolf, Jean-Noël (* 1982), französischer Straßenradrennfahrer
- Wolf, Jeffrey (* 1946), US-amerikanischer Filmeditor und Filmregisseur
- Wolf, Jennifer (* 1984), deutsche Schriftstellerin und gelernte Versicherungskauffrau
- Wolf, Jenny (* 1979), deutsche Eisschnellläuferin
- Wolf, Jens (* 1971), deutscher Politiker (CDU), MdHB
- Wolf, Joachim, deutscher Rechtswissenschaftler
- Wolf, Joachim (* 1957), deutscher Ökonom
- Wolf, Joachim (* 1959), deutscher Politiker (SPD, parteilos)
- Wolf, Joan (* 1951), US-amerikanische Schriftstellerin
- Wolf, Jochen (* 1941), deutscher Politiker (SPD), MdLJochen Wolf (* 1941)

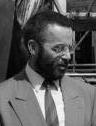
Jochen Wolf (* 1941)

- Wolf, Johann (1521–1572), Schweizer reformierter Theologe
- Wolf, Johann (1580–1645), deutscher Mediziner, Leibarzt und Hochschullehrer
- Wolf, Johann (1653–1695), deutscher lutherischer Theologe, Hauptpastor in Hamburg
- Wolf, Johann (1743–1826), deutscher Ordensgeistlicher und Historiker
- Wolf, Johann (1765–1824), deutscher Pädagoge und Ornithologe
- Wolf, Johann, österreichischer Jurist und Politiker
- Wolf, Johann (1905–1982), rumänischer Literaturwissenschaftler und Hochschullehrer am Germanistischen Lehrstuhl der Philologischen Fakultät der Universität des Westens Timișoara
- Wolf, Johann (1931–2006), österreichischer Lehrer und Politiker (ÖVP), Abgeordneter zum Nationalrat
- Wolf, Johann Baptist Ignaz (1716–1791), böhmischer Organist und Komponist
- Wolf, Johann Christian († 1770), deutscher Philologe
- Wolf, Johann Christoph (1683–1739), deutscher lutherischer Theologe und Polyhistor
- Wolf, Johann Joachim (1656–1706), deutscher evangelisch-lutherischer Geistlicher
- Wolf, Johann Nepomuk von (1743–1829), deutscher Geistlicher, Bischof von Regensburg
- Wolf, Johann Wilhelm (1817–1855), deutscher Germanist und Schriftsteller
- Wolf, Johanna (* 1841), österreichische Betreiberin eines Edelbordells in Wien
- Wolf, Johanna (1900–1985), deutsche Privatsekretärin Adolf Hitlers
- Wolf, Johannes († 1602), Schulmeister, Topograph, Geschichtsschreiber und Bürgermeister in Weimar
- Wolf, Johannes (1837–1911), deutscher Orgelbauer
- Wolf, Johannes (1869–1947), deutscher Musikwissenschaftler, Bibliothekar und Hochschullehrer
- Wolf, Johannes (1879–1938), deutscher Politiker (DNVP), MdR
- Wolf, Johannes (1885–1961), deutscher Winzer und Politiker (BVP, CDU), MdL
- Wolf, Johannes III. († 1540), deutscher Zisterzienserabt
- Wolf, John de (* 1962), niederländischer Fußballspieler
- Wolf, Jonas († 1619), deutscher Bildhauer der Renaissance in Bückeburg und Hildesheim
- Wolf, Jonas (* 2006), österreichischer Fußballspieler
- Wolf, Jörn (* 1976), deutscher Journalist, Fußballfunktionär
- Wolf, Jörn Henning (* 1937), deutscher Medizinhistoriker
- Wolf, Josef (* 1882), russlanddeutscher römisch-katholischer Geistlicher und Märtyrer
- Wolf, Josef (1900–1943), deutscher SS-Mann im Vernichtungslager Sobibor
- Wolf, Josef (1938–2014), Liechtensteiner Diplomat
- Wolf, Josef (* 1952), deutscher Historiker
- Wolf, Joseph (1820–1899), deutsch-englischer Tiermaler
- Wolf, Joseph A. (1936–2023), US-amerikanischer Mathematiker
- Wolf, Joseph Franz (1802–1842), deutscher Komponist, Musiklehrer und Organist
- Wolf, Joseph Georg (1930–2017), deutscher Rechtswissenschaftler und Hochschullehrer
- Wolf, Joseph Heinrich (1803–1857), deutscher Advokat und Heimatforscher
- Wolf, Julia (* 1980), deutsche SchriftstellerinJulia Wolf (* 1980)

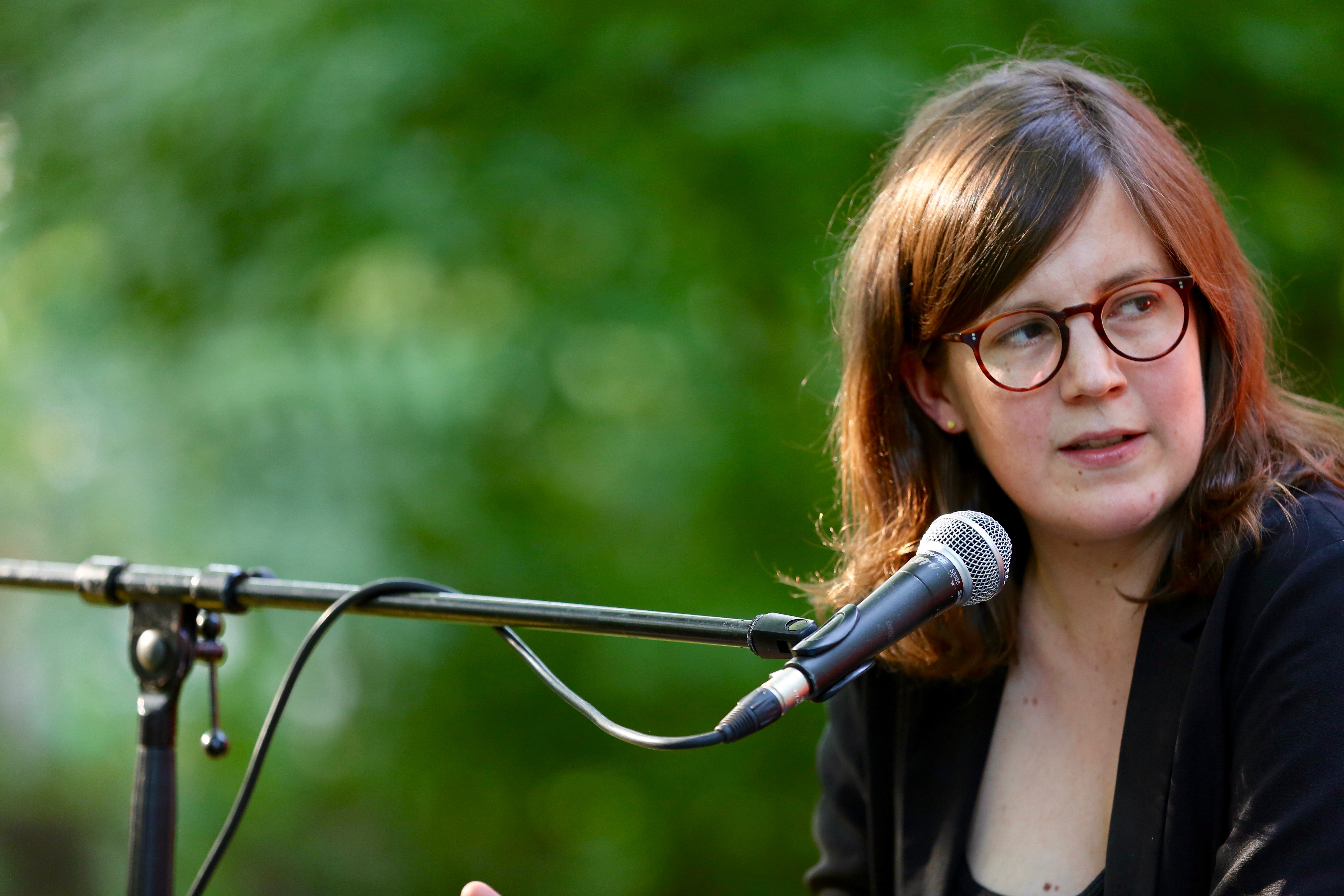
Julia Wolf (* 1980)

- Wolf, Julia (* 1983), deutsche Handballspielerin
- Wolf, Juliane (* 1988), deutsche Tischtennisspielerin
- Wolf, Julius (1862–1937), österreichischer Nationalökonom
- Wolf, Julius (* 1993), deutscher Basketballspieler
- Wolf, Jürgen (1938–2014), deutscher Cellist, Dirigent und Musikpädagoge
- Wolf, Jürgen (* 1952), deutscher Skilangläufer
- Wolf, Jürgen (* 1957), deutscher Skilangläufer und Leichtathlet
- Wolf, Jürgen (* 1959), deutscher Internist
- Wolf, Jürgen (* 1961), deutscher Organist und Dirigent
- Wolf, Jürgen (* 1963), deutscher germanistischer Mediävist und Hochschullehrer
- Wolf, Justin (* 1992), deutscher Radrennfahrer

#### Wolf, K
- Wolf, Karin, deutsche Bratschistin und Musikpädagogin
- Wolf, Karl († 1889), deutscher Jurist, Geheimer Regierungsrat, Grafiker, Zeichner und Karikaturist
- Wolf, Karl (1840–1906), deutscher Jurist, Kreisrat im Großherzogtum Hessen
- Wolf, Karl (1848–1912), österreichischer Theaterleiter
- Wolf, Karl (1871–1943), Bürgermeister und Mitglied des Provinziallandtages der Provinz Hessen-Nassau
- Wolf, Karl (1886–1950), österreichischer Physiker und Ingenieurwissenschaftler
- Wolf, Karl (1901–1993), deutscher Maler
- Wolf, Karl (1904–1976), deutscher Physiker
- Wolf, Karl (1910–1995), österreichischer Philosoph, Pädagoge und Hochschullehrer
- Wolf, Karl (1912–1975), deutscher Leichtathlet
- Wolf, Karl (1924–2005), deutscher Fußballspieler
- Wolf, Karl Anton (1908–1989), österreichischer Maler und Bildhauer
- Wolf, Karl Gottlob (* 1808), deutscher Bergmann, Pionier des Steinkohlenbergbaus im Lugau-Oelsnitzer Steinkohlenrevier
- Wolf, Karl Hermann (1862–1941), böhmisch-österreichischer Politiker, Abgeordneter zum Nationalrat
- Wolf, Karl Lothar (1901–1969), deutscher Chemiker, Hochschullehrer
- Wolf, Karl Ulrich (1921–1957), Schweizer Komponist und Pianist
- Wolf, Karl-Heinz (1930–2022), deutscher Politiker (SPD), MdL
- Wolf, Karl-Heinz (1949–2017), deutscher Gastronom und Unternehmer
- Wolf, Karl-Heinz (* 1951), deutscher Biathlet
- Wolf, Katharina (* 1984), deutsche Schriftstellerin
- Wolf, Käthe (1907–1967), österreichisch-US-amerikanische Kinderpsychologin
- Wolf, Kathi (* 1987), deutsche Schauspielerin und KabarettistinKathi Wolf (* 1987)

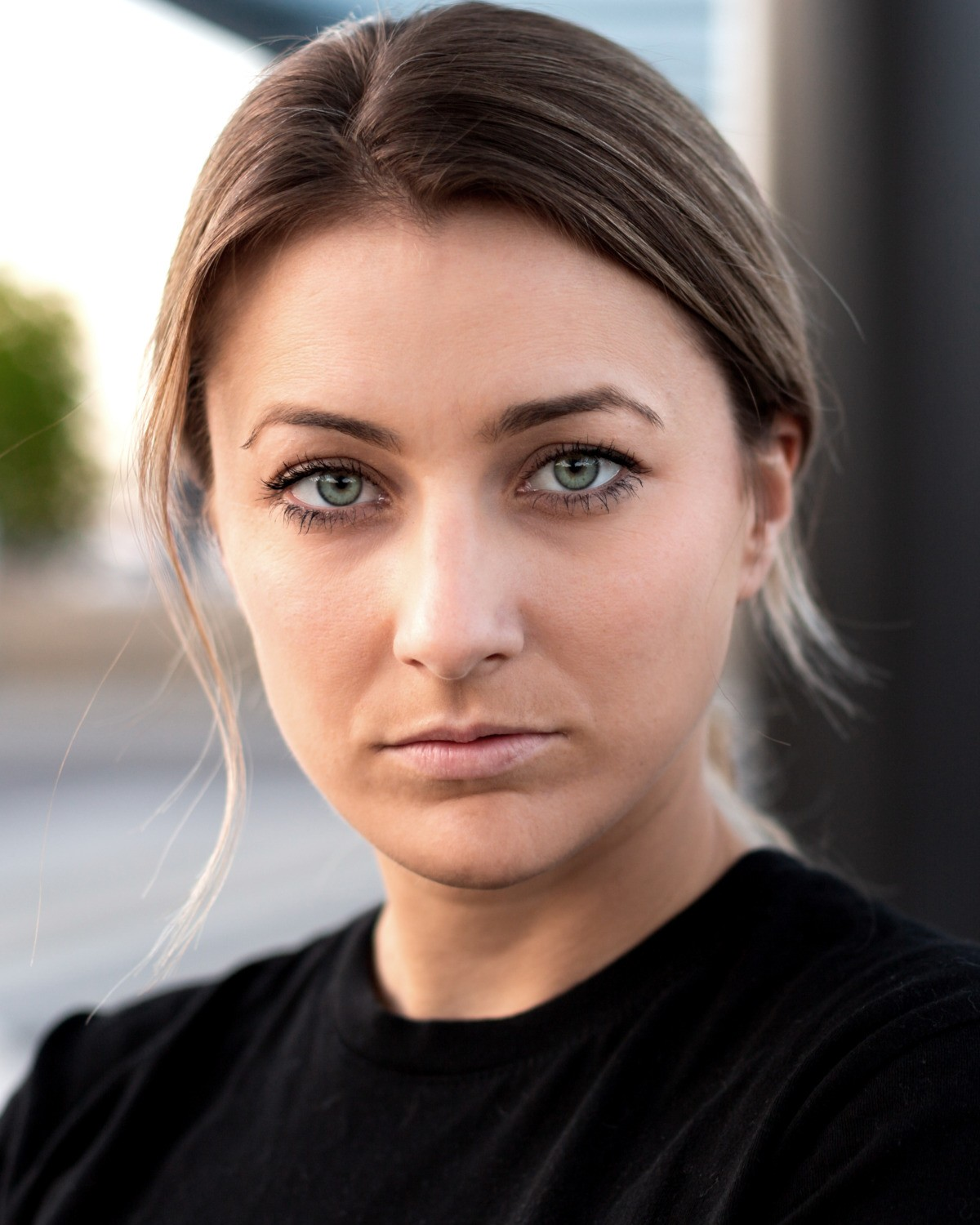
Kathi Wolf (* 1987)

- Wolf, Kati (* 1974), ungarische Sängerin und Model
- Wolf, Katja (* 1976), deutsche Politikerin (BSW, ehemals Die Linke), MdL
- Wolf, Klaus (* 1924), deutscher DBD-Funktionär, MdV
- Wolf, Klaus (1934–2019), deutscher Diplomat, Botschafter der DDR
- Wolf, Klaus (* 1938), deutscher Politiker (CDU), MdV, Minister für Post- und Fernmeldewesen der DDR
- Wolf, Klaus (1938–2014), deutscher Geograph und Hochschullehrer
- Wolf, Klaus (* 1948), deutscher Fußballspieler
- Wolf, Klaus (* 1965), deutscher Germanist und Lehrprofessor für germanistische Mediävistik
- Wolf, Klaus B. (* 1964), deutscher Schauspieler und Sprecher
- Wolf, Klaus Dieter (* 1953), deutscher Politikwissenschaftler und Hochschullehrer
- Wolf, Klaus-Peter (* 1954), deutscher Schriftsteller und DrehbuchautorKlaus-Peter Wolf (* 1954)
- Wolf, Knut, deutscher Manager

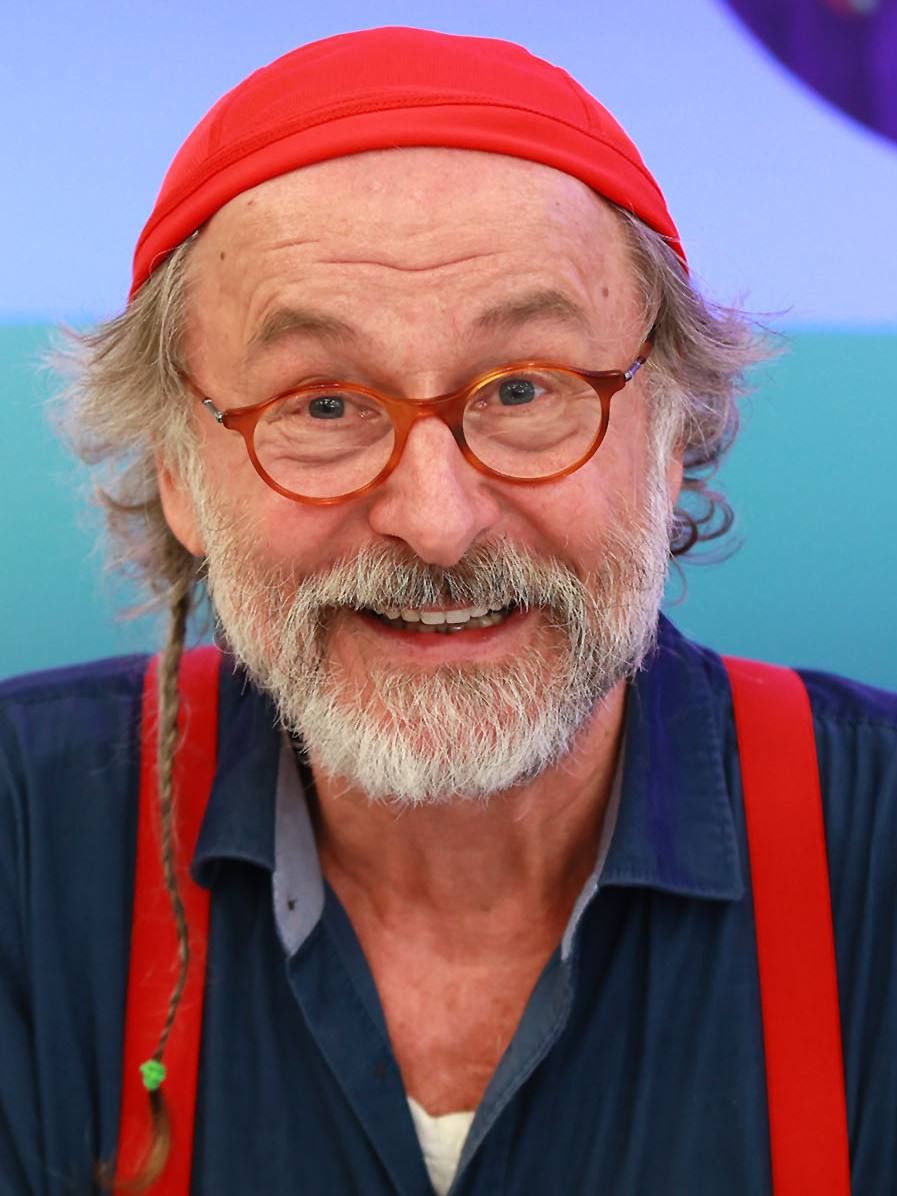
Klaus-Peter Wolf (* 1954)

- Wolf, Knut-Michael (* 1945), deutscher Spieleautor
- Wolf, Konrad, deutscher Orgelbauer in Freiburg im Üechtland
- Wolf, Konrad (1925–1982), deutscher Filmregisseur
- Wolf, Konrad (* 1962), deutscher Physiker, Hochschullehrer und Politiker (SPD)
- Wolf, Konrad Heinrich (1766–1848), deutscher lutherischer Geistlicher
- Wolf, Konstanze (* 1976), deutsche Schauspielerin
- Wolf, Kurt (1865–1947), deutscher Hygieniker und Direktor des Hygieneinstituts an der Eberhard Karls Universität Tübingen
- Wolf, Kurt (1899–1975), deutscher Verwaltungsjurist
- Wolf, Kurt (1903–1949), Todesopfer an der Sektorengrenze in Berlin vor dem Bau der Berliner Mauer
- Wolf, Kurt (1921–1994), deutscher Verlagskaufmann und Politiker (CVP, SVP, FDP, DPS)
- Wolf, Kurt, deutscher Akrobat
- Wolf, Kurt (* 1940), Schweizer bildender Künstler

#### Wolf, L
- Wolf, Lara (* 2000), österreichische Freestyle-Skierin
- Wolf, Laurent (* 1971), französischer DJ und House-Produzent
- Wolf, Leonard G. (1925–1970), US-amerikanischer Politiker
- Wolf, Leonhard (1897–1983), deutscher Manager
- Wolf, Leopold (1896–1974), deutscher Chemiker, Professor für Anorganische Chemie
- Wolf, Leopold (1899–1964), österreichischer Angestellter und Politiker (SPÖ), Landtagsabgeordneter, Abgeordneter zum Nationalrat
- Wolf, Lisa (* 1963), deutsche Schauspielerin
- Wolf, Lore (1900–1996), deutsche Teilnehmerin der Verfassungsberatenden Versammlung des Landes Hessen
- Wolf, Lorenz (* 1871), russlanddeutscher römisch-katholischer Geistlicher und Märtyrer
- Wolf, Lorenz (* 1955), deutscher römisch-katholischer Geistlicher und Offizial des Erzbistums München
- Wolf, Lothar (1882–1938), deutscher Arzt und Autor
- Wolf, Lothar (1938–2012), deutscher Romanist, Frankokanadist, Mediävist, Dialektologe und Sprachwissenschaftler
- Wolf, Lothar (* 1951), deutscher Fußballspieler
- Wolf, Louisa (* 1994), deutsche Handballspielerin
- Wolf, Louise (1796–1859), deutsche Malerin und Grafikerin
- Wolf, Louise Adelaide (1898–1962), US-amerikanische Mathematikerin und Hochschullehrerin
- Wolf, Lucas (* 1994), deutscher Automobilrennfahrer
- Wolf, Lucas (* 2001), deutscher Fußballspieler
- Wolf, Lucien (1857–1930), britischer Publizist und Historiker
- Wolf, Ludwig (1772–1832), deutscher Kupferstecher, Historienmaler und Illustrator
- Wolf, Ludwig (1850–1889), deutscher Arzt und Anthropologe
- Wolf, Ludwig (1867–1955), Hamburger Volkssänger, Komiker und Varietékünstler
- Wolf, Ludwig (1906–1981), deutscher Widerstandskämpfer (KPD) und Redakteur (SED)
- Wolf, Luisa (* 1986), Schweizer Schauspielerin mit karibischen Wurzeln
- Wolf, Luise (1860–1942), deutsche Literaturübersetzerin

#### Wolf, M
- Wolf, M. Stephania (1904–1997), Äbtissin des Klosters Frauenchiemsee (1948–1997)
- Wolf, Magret (* 1960), deutsche Komponistin
- Wolf, Maik (* 1979), deutscher Rechtswissenschaftler und Hochschullehrer
- Wolf, Manfred (1931–2010), deutscher Geologe und Politiker (FDGB), MdV
- Wolf, Manfred (1933–2020), deutscher Archivar
- Wolf, Manfred (1939–2007), deutscher Rechtswissenschaftler
- Wolf, Manfred (* 1948), deutscher Skispringer
- Wolf, Manfred (* 1949), deutscher Fußballspieler
- Wolf, Manfred (* 1957), deutsch-kanadischer Eishockeyspieler und -trainer
- Wolf, Marco (* 2001), deutscher Fußballspieler
- Wolf, Marek (* 1957), tschechischer Astronom
- Wolf, Marga (1880–1944), deutsche Ärztin
- Wolf, Margareta (* 1957), deutsche Politikerin (Bündnis 90/Die Grünen, parteilos), MdL, MdB
- Wolf, Margarete Caroline (1911–1998), US-amerikanische Mathematikerin und Hochschullehrerin
- Wolf, Margit (1910–1998), ungarische Tänzerin
- Wolf, Maria (1900–1980), deutsche Politikerin (SPD), MdL
- Wolf, Marie (1868–1935), Schweizer Unternehmerin
- Wolf, Marius (* 1995), deutscher Fußballspieler
- Wolf, Markus (1923–2006), deutscher Geheimdienstler, Leiter des Auslandsnachrichtendienstes der DDRMarkus Wolf (1923–2006)

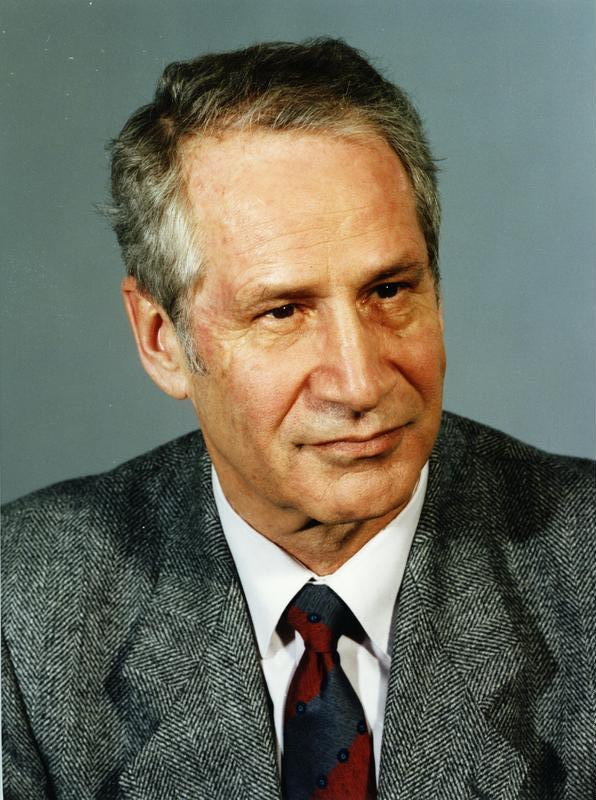
Markus Wolf (1923–2006)

- Wolf, Markus (* 1963), deutscher Bildhauer und Maler
- Wolf, Markus (* 1980), deutscher Politiker (CDU), MdL Rheinland-Pfalz
- Wolf, Martin, deutscher Filmeditor
- Wolf, Martin (1917–2010), deutscher Betriebsrat
- Wolf, Martin (* 1946), britischer Journalist und Publizist
- Wolf, Martin (* 1956), deutscher Kommunalpolitiker (CSU)
- Wolf, Martin (* 1976), deutscher Schauspieler
- Wolf, Martin Paul (* 1908), deutscher SS-Führer und Funktionär der NSDAP
- Wolf, Marvin (* 1973), österreichischer Journalist, Fernseh- und Off-Air-Moderator
- Wolf, Maryanne (* 1947), US-amerikanische Psychiaterin und Hochschullehrerin
- Wolf, Max (1840–1886), österreichischer Komponist mährischer Herkunft
- Wolf, Max (1863–1932), deutscher AstronomMax Wolf (1863–1932)

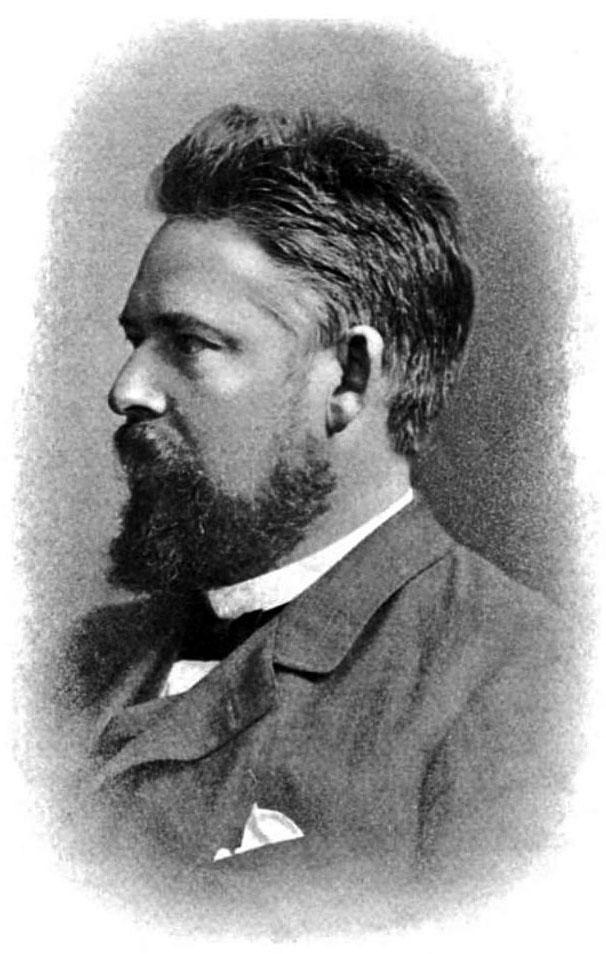
Max Wolf (1863–1932)

- Wolf, Max (* 1889), deutscher Landrat
- Wolf, Max (* 1899), Schweizer Journalist
- Wolf, Melanie (* 1980), deutsche Primaballerina, Sängerin und Unternehmerin
- Wolf, Michael, deutscher Schauspieler und Regisseur
- Wolf, Michael (1584–1623), deutscher Mathematiker, Physiker, Logiker und Metaphysiker
- Wolf, Michael (1859–1929), Landtagsabgeordneter Großherzogtum Hessen
- Wolf, Michael (1890–1937), russlanddeutscher römisch-katholischer Geistlicher und Märtyrer
- Wolf, Michael (* 1947), deutscher Sozialwissenschaftler und Psychoanalytiker
- Wolf, Michael (1954–2019), deutsch-US-amerikanischer Fotograf
- Wolf, Michael (* 1960), US-amerikanischer Mathematiker
- Wolf, Michael (* 1962), deutscher Politiker (SPD)
- Wolf, Michael (* 1967), deutscher Rechtsanwalt, Filmschauspieler und Filmproduzent
- Wolf, Michael (* 1981), deutscher Eishockeyspieler
- Wolf, Michael Barry (* 1954), US-amerikanischer Kontrabassist
- Wolf, Michael M. (* 1974), deutscher mathematischer Physiker und Hochschullehrer
- Wolf, Michèle (* 1954), französische Fußballspielerin
- Wolf, Michelle (* 1985), amerikanische Comedian
- Wolf, Milton (1924–2005), amerikanischer Diplomat, Bauunternehmer, Wirtschaftswissenschaftler
- Wolf, Moritz (1838–1902), deutscher Politiker, Abgeordneter im Sächsischen Landtag
- Wolf, Moritz (1886–1971), deutscher Architekt, Stadtplaner und Baubeamter

#### Wolf, N
- Wolf, Naomi (* 1962), US-amerikanische Autorin, politische Aktivistin und VerschwörungstheoretikerinNaomi Wolf (* 1962)

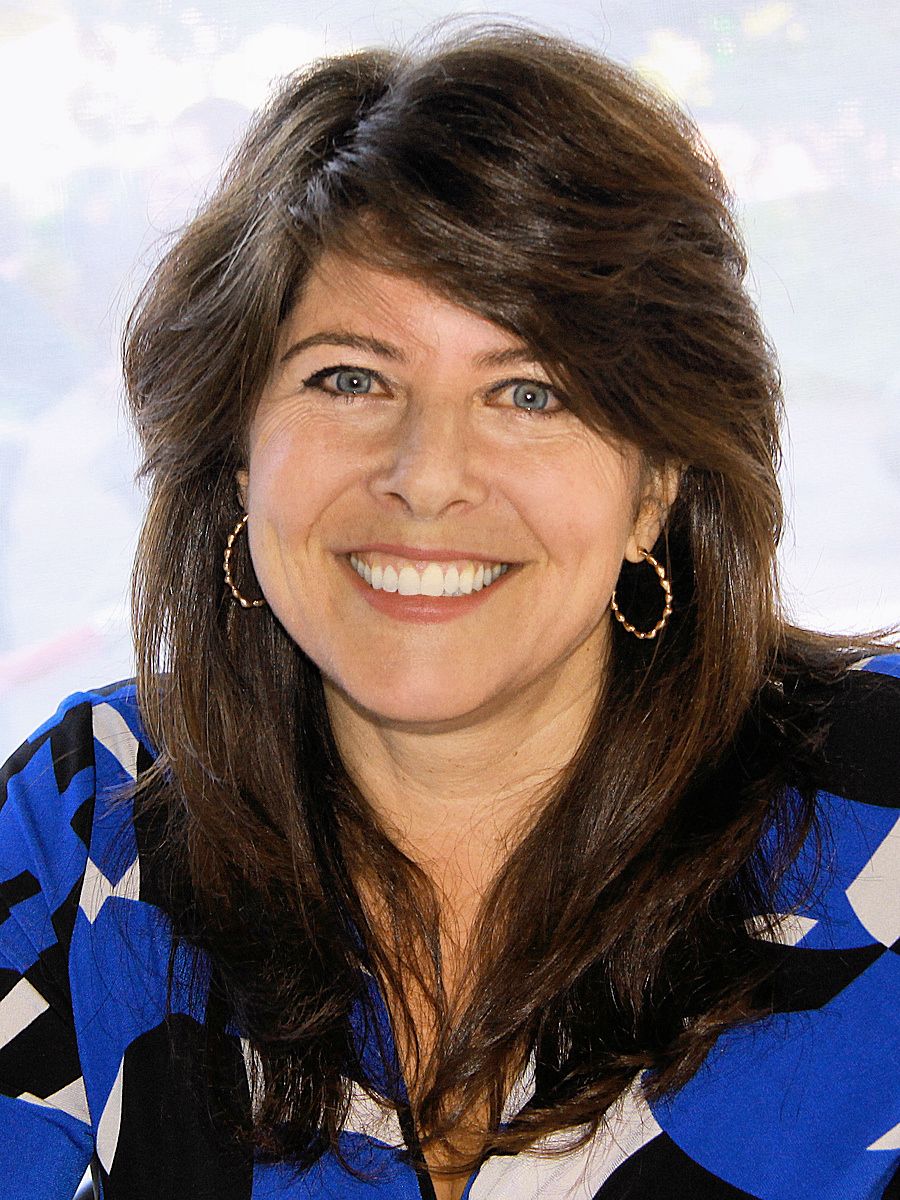
Naomi Wolf (* 1962)

- Wolf, Nathanael Matthäus von (1724–1784), deutscher Botaniker und Arzt
- Wolf, Nico de (1887–1967), niederländischer Fußballspieler und Nationalspieler
- Wolf, Nicolas (* 1987), Schweizer Jazz- und Improvisationsmusiker (Schlagzeug, Komposition)
- Wolf, Nicolas (* 1992), deutscher Schauspieler
- Wolf, Nicolas (* 1999), deutscher Basketballspieler
- Wolf, Nikolaus (* 1973), deutscher Wirtschaftshistoriker
- Wolf, Nina (* 1978), deutsche Tischtennisspielerin
- Wolf, Norbert (* 1933), deutscher Sportfunktionär
- Wolf, Norbert (* 1949), deutscher Kunsthistoriker
- Wolf, Norbert Christian (* 1970), österreichischer Germanist
- Wolf, Norbert Richard (* 1943), österreichischer Mediävist, Linguist und Dialektologe
- Wolf, Norman (1927–2017), amerikanischer Tierarzt, Pathologe und Altersforscher
- Wolf, Notker (1940–2024), deutscher Ordensgeistlicher, Abtprimas der BenediktinerNotker Wolf (1940–2024)

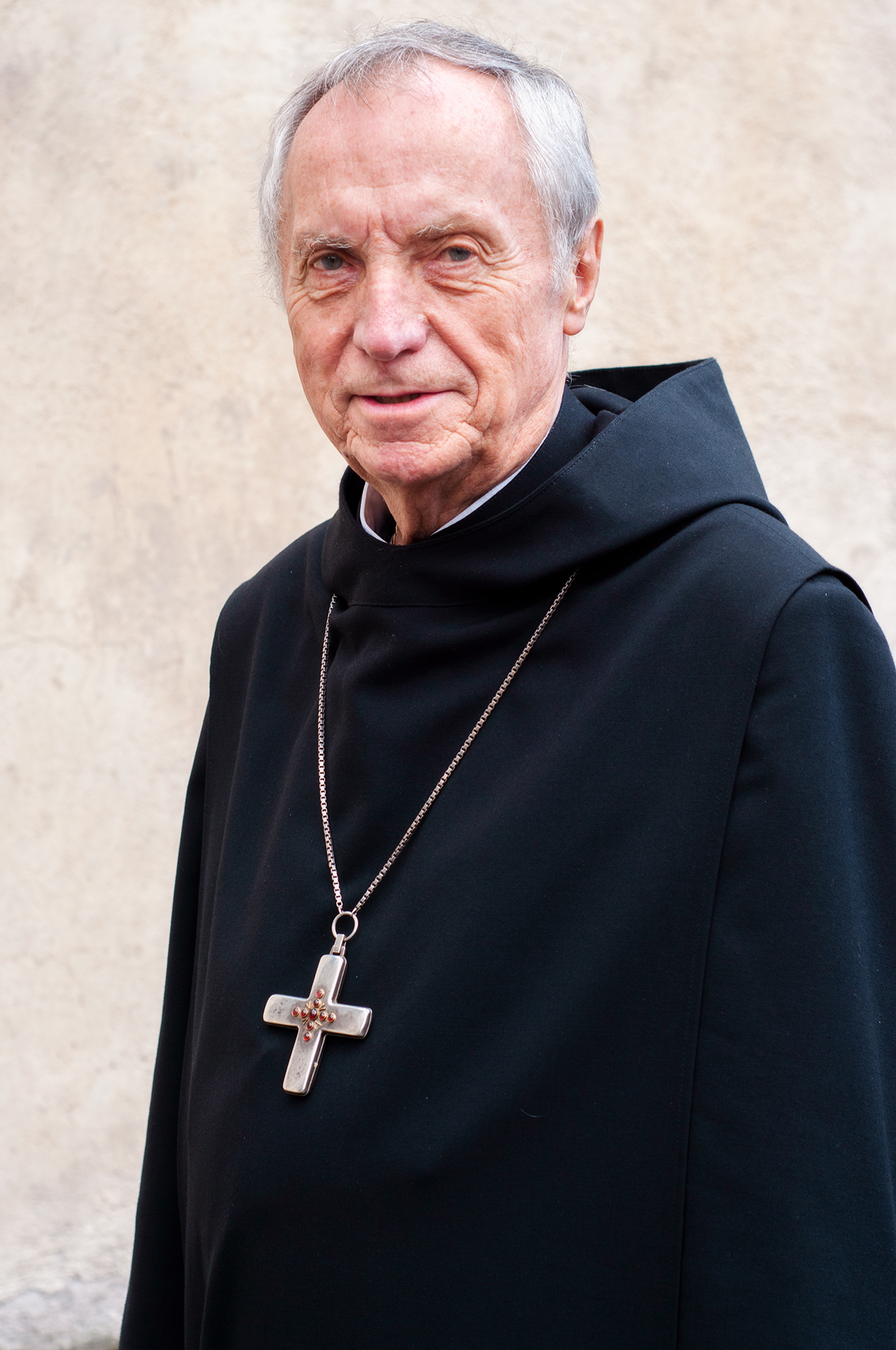
Notker Wolf (1940–2024)

#### Wolf, O
- Wolf, Orla (* 1971), deutsche Schriftstellerin, Bloggerin, Filmemacherin und Künstlerin
- Wolf, Otto (1849–1917), niederländischer Komponist, Dirigent und Konservatoriumsdirektor deutscher Abstammung
- Wolf, Otto (1871–1946), deutscher Violinist und Opernsänger
- Wolf, Otto (1927–1945), tschechischer Autor
- Wolf, Otto Friedrich (1855–1940), deutscher Maler

#### Wolf, P
- Wolf, Patrick (* 1981), österreichischer Fußballspieler und -trainer
- Wolf, Patrick (* 1983), britischer Sänger, Komponist und Multiinstrumentalist
- Wolf, Patrick (* 1989), deutscher Fußballspieler
- Wolf, Paul (1879–1957), deutscher Architekt und Stadtplaner
- Wolf, Paul (1915–1972), US-amerikanischer Schwimmer
- Wolf, Paul (1920–1977), deutscher Politiker (SPD), MdL
- Wolf, Peggy (* 1971), deutsche Autorin
- Wolf, Peter (1877–1939), Politiker (SPD), Mitglied des Provinziallandtages der Provinz Hessen-Nassau
- Wolf, Peter (1923–2000), deutscher Kommunalpolitiker (CDU), Oberbürgermeister der Stadt Remscheid
- Wolf, Peter (* 1934), deutscher Jurist
- Wolf, Peter (* 1938), deutscher Neurologe, Epileptologe und Hochschullehrer
- Wolf, Peter (* 1939), deutscher Politiker (SPD), MdA
- Wolf, Peter (* 1945), gehörloser US-amerikanischer Schauspieler, Kameramann, Regisseur und Produzent
- Wolf, Peter (* 1946), US-amerikanischer MusikerPeter Wolf (* 1946)

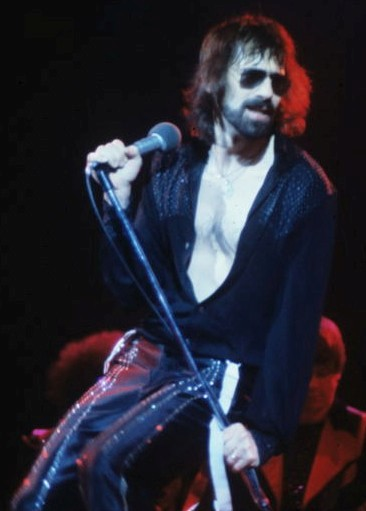
Peter Wolf (* 1946)

- Wolf, Peter (* 1951), österreichischer Basketballspieler und -trainer
- Wolf, Peter (* 1952), österreichisch-amerikanischer Produzent und Komponist
- Wolf, Peter (* 1957), deutscher Künstlermanager und Fernsehproduzent
- Wolf, Peter (* 1965), österreichischer Schauspieler
- Wolf, Peter (* 1992), deutscher Volleyball- und Beachvolleyballspieler
- Wolf, Peter Manfred (* 1958), deutscher Komponist und Hochschullehrer
- Wolf, Peter Philipp (1761–1808), deutscher Historiker, Journalist, Verleger und Aufklärer
- Wolf, Petra (* 1962), deutsche Tiermedizinerin
- Wolf, Philipp (* 1992), deutscher Schwimmsportler
- Wolf, Placidus (1912–1985), österreichischer Benediktiner, 5. Abt der Abtei Seckau

#### Wolf, Q
- Wolf, Quido (1924–1994), Liechtensteiner Sportschütze

#### Wolf, R
- Wolf, Raffaela (* 1978), deutsche Eishockeyspielerin
- Wolf, Rainer (* 1956), deutscher Fußballspieler
- Wolf, Raphael (* 1988), deutscher FußballtorhüterRaphael Wolf (* 1988)

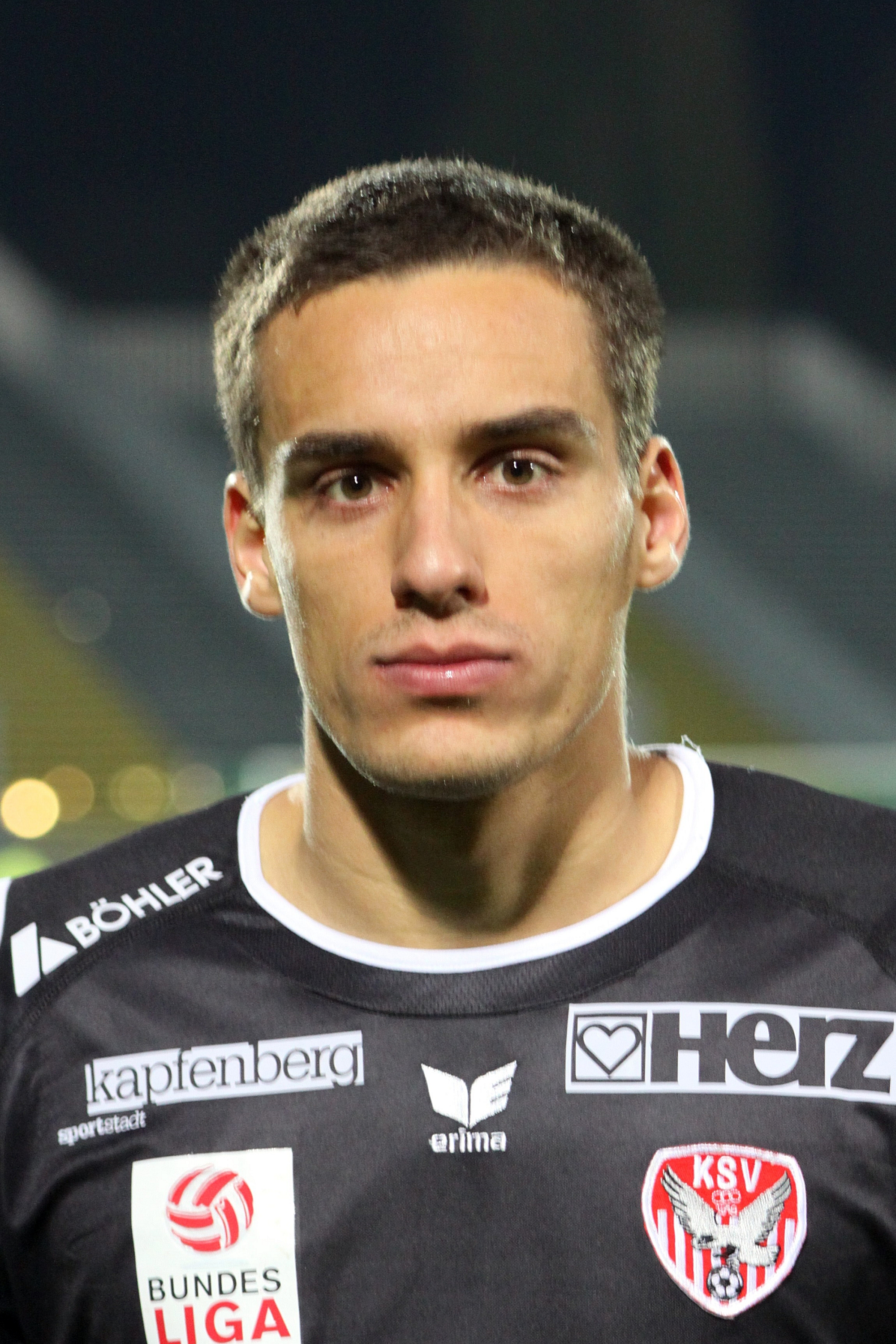
Raphael Wolf (* 1988)

- Wolf, Reinhard († 1637), deutscher Pfarrer, reformierter Theologe, fürstlicher Hofprediger, Schriftsteller und Übersetzer
- Wolf, Reinhard (* 1950), deutscher Geograph, Natur- und Denkmalschützer, Sachbuchautor
- Wolf, Reinhard (* 1960), österreichischer Manager
- Wolf, Reinhart (1930–1988), deutscher Fotograf
- Wolf, Renate (* 1957), deutsche Handballspielerin und -trainerin
- Wolf, Ricardo (1887–1981), deutsch-kubanischer Erfinder, Diplomat und Philanthrop
- Wolf, Richard (1875–1955), Landtagsabgeordneter Volksstaat Hessen
- Wolf, Richard (1888–1953), österreichischer Lehrer und Politiker (SPÖ), Abgeordneter zum Nationalrat
- Wolf, Richard (1894–1972), deutscher Offizier, zuletzt Oberst der Wehrmacht, Kampfkommandant von Würzburg und Nürnberg 1945
- Wolf, Richard (1900–1995), deutscher Schriftsteller; Direktor des Goethe-Instituts
- Wolf, Richard (1906–1958), deutscher Industrieller und Gründer der Richard Wolf GmbH
- Wolf, Robert (* 1965), österreichischer Dramatiker und Physiker
- Wolf, Roland (* 1978), deutscher Schauspieler und Synchronsprecher
- Wolf, Ron (* 1938), US-amerikanischer American-Football-Funktionär
- Wolf, Ronald de (* 1973), niederländischer Informatiker
- Wolf, Ror (1932–2020), deutscher Schriftsteller
- Wolf, Rüdiger (* 1951), deutscher politischer Beamter, Staatssekretär im Bundesverteidigungsministerium
- Wolf, Rudolf (1816–1893), Schweizer Astronom und Mathematiker
- Wolf, Rudolf (1895–1942), deutscher Typograph und Lehrer
- Wolf, Rudolf (1929–2010), deutscher Medizinphysiker
- Wolf, Rudolf (* 1971), deutsch-tschechischer Eishockeyspieler
- Wolf, Rudolf Ernst (1831–1910), deutscher Unternehmer
- Wolf, Rudolf Johannes (1564–1627), Schweizer Buchdrucker

#### Wolf, S
- Wolf, Sabine (* 1971), deutsche Schauspielerin und Regisseurin
- Wolf, Sándor (1871–1946), österreichischer Weinhändler und Museumsgründer
- Wolf, Sascha (* 1971), deutscher Fußballspieler
- Wolf, Scott (* 1968), US-amerikanischer SchauspielerScott Wolf (* 1968)

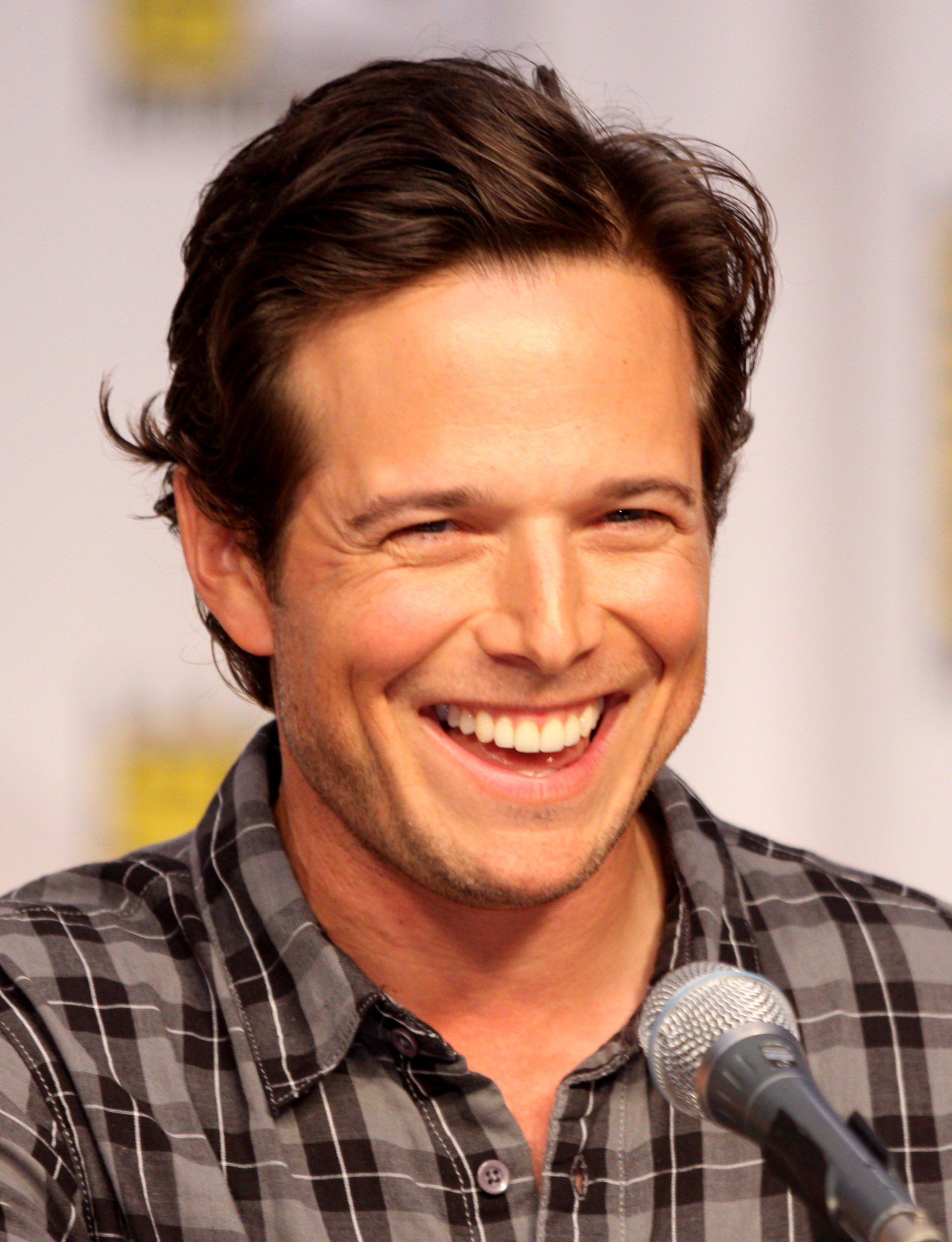
Scott Wolf (* 1968)

- Wolf, Sebastian (* 1977), deutscher Schlagzeuger, Musikpädagoge und Musikschulleiter
- Wolf, Sebastian (* 1981), deutscher Politiker (CDU)
- Wolf, Sebastian (* 1985), deutscher Fußballspieler
- Wolf, Sebastian (* 1993), deutscher Fußballtorhüter
- Wolf, Sebastião (1869–1936), brasilianischer Sportschütze
- Wolf, Sheila (* 1969), deutscher Travestiekünstler
- Wolf, Sibylle (* 1970), deutsche Violinistin
- Wolf, Sidney (* 1987), deutsches Model und Reality-TV-Person
- Wolf, Siegbert (* 1954), deutscher Historiker, Politologe und Publizist
- Wolf, Siegfried (1926–2017), deutscher Fußballspieler
- Wolf, Siegfried (* 1957), österreichischer Manager, CEO von Magna International Inc.Siegfried Wolf (* 1957)

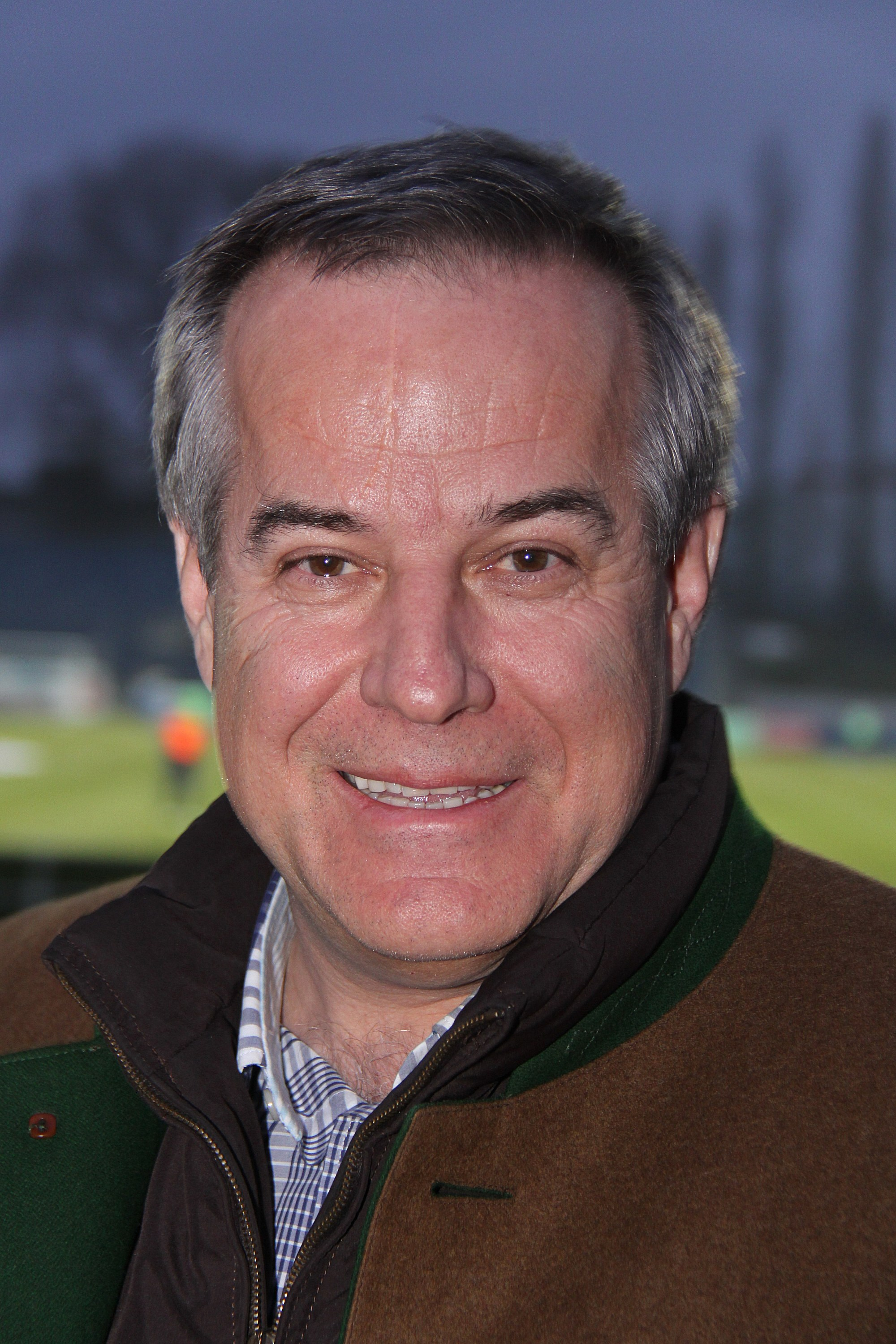
Siegfried Wolf (* 1957)

- Wolf, Siegfried Reginald (1867–1951), österreichischer Schachmeister
- Wolf, Siegmund A. (1912–1987), deutscher Sprachwissenschaftler, Germanist, Jiddist und Lexikograph
- Wolf, Sigrid (* 1964), österreichische Skirennläuferin
- Wolf, Silvio (* 1952), italienischer Fotograf und Installationskünstler
- Wolf, Simon (1836–1923), US-amerikanischer Anwalt und Staatsmann deutscher Herkunft
- Wolf, Sissi (* 1979), österreichische Schauspielerin
- Wolf, Sophie (1880–1938), deutsche Opernsängerin (Sopran)
- Wolf, Sophie (1891–1964), österreichische Politikerin (ÖVP), Landtagsabgeordnete
- Wolf, Stefan (* 1961), deutscher Manager und Verbandsfunktionär
- Wolf, Stefan (* 1961), deutscher Kommunalpolitiker (SPD), Oberbürgermeister der Stadt Weimar
- Wolf, Stefan (* 1971), Schweizer Fussballspieler
- Wolf, Stefan (* 1998), Schweizer Fussballspieler
- Wolf, Stefanie (* 1955), deutsche Politikerin (FDP), MdL Mecklenburg-Vorpommern
- Wolf, Susan (* 1952), US-amerikanische Philosophin
- Wolf, Susanne (* 1964), deutsche Autorin und Dramaturgin
- Wolf, Sven (* 1976), deutscher Politiker (SPD), MdL

#### Wolf, T
- Wolf, Tamara (* 1985), Schweizer Skirennläuferin
- Wolf, Taynara (* 1996), deutsche Schauspielerin, Tänzerin und ModelTaynara Wolf (* 1996)

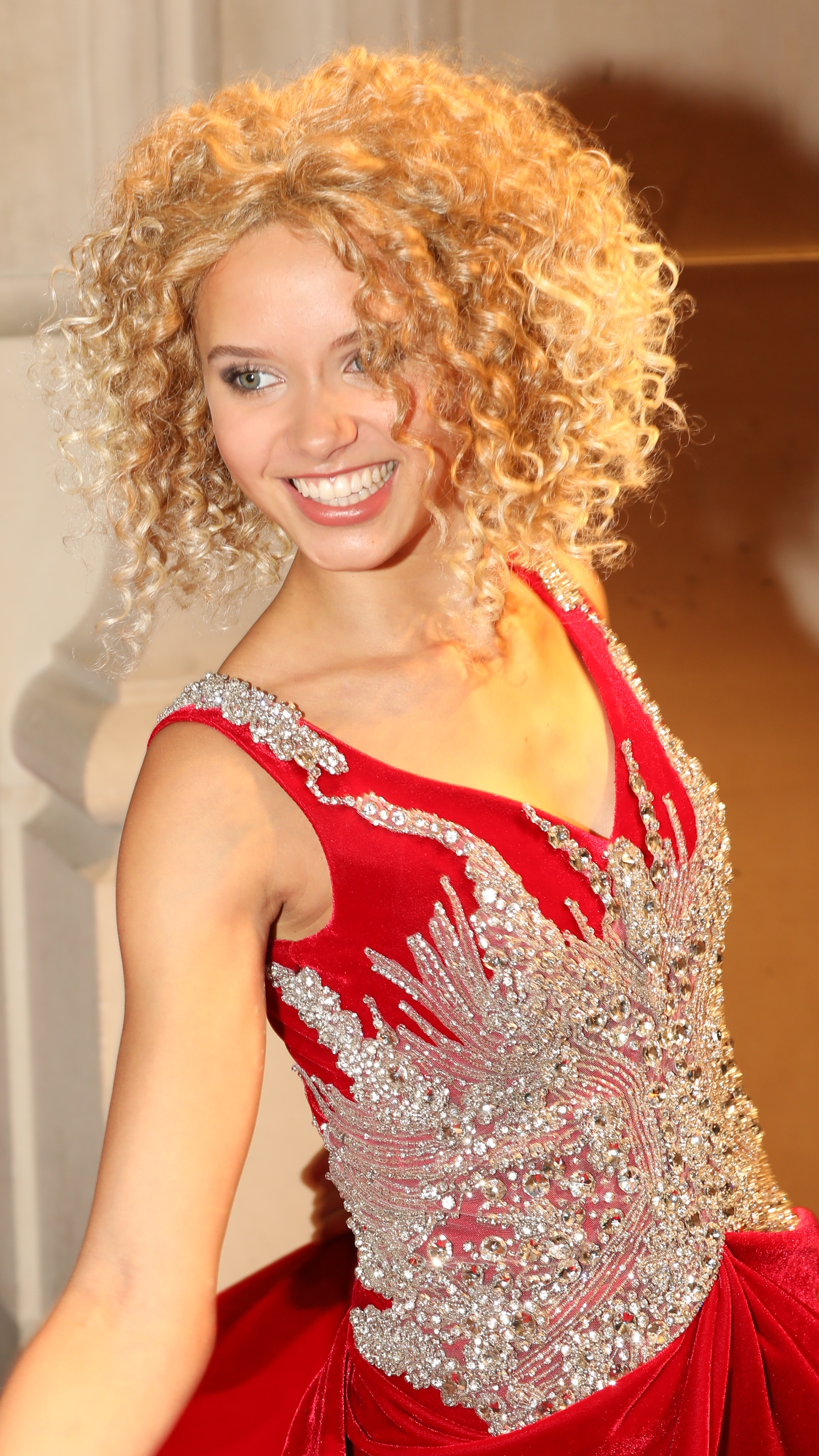
Taynara Wolf (* 1996)

- Wolf, Theodor (1841–1924), deutscher Jesuit, Geologe, Geograph und Botaniker
- Wolf, Thilo (* 1967), deutscher Jazzmusiker und Unternehmer
- Wolf, Thomas (* 1953), deutscher Bankräuber und Entführer
- Wolf, Thomas (* 1965), deutscher Orgelbauer
- Wolf, Thorsten (* 1965), deutscher Schauspieler, Kabarettist und Theaterintendant
- Wolf, Tobias (* 1987), deutscher Musiker und Schauspieler
- Wolf, Tobias (* 1988), deutscher Fußballspieler
- Wolf, Tom (* 1948), US-amerikanischer Politiker und Unternehmer
- Wolf, Tom (* 1964), deutscher Literaturwissenschaftler und Schriftsteller
- Wolf, Torsten (* 1968), deutscher Politiker (Die Linke), MdL

#### Wolf, U
- Wolf, Udo (* 1962), deutscher Politiker (parteilos, Die Linke), MdA
- Wolf, Uljana (* 1979), deutsche Schriftstellerin
- Wolf, Ulrich (1933–2017), deutscher Humangenetiker
- Wolf, Ulrich (* 1947), deutscher Generalleutnant des Heeres der Bundeswehr
- Wolf, Ulrich (* 1949), österreichischer Ruderer
- Wolf, Ulrich (* 1975), deutscher Handballspieler und -trainer
- Wolf, Ulrike (* 1944), deutsche Journalistin
- Wolf, Ursula (1942–2010), deutsche Bildhauerin
- Wolf, Ursula (* 1951), deutsche Philosophin
- Wolf, Uwe (* 1961), deutscher Musikwissenschaftler und Lektor
- Wolf, Uwe (* 1967), deutscher Fußballspieler und -trainerUwe Wolf (* 1967)

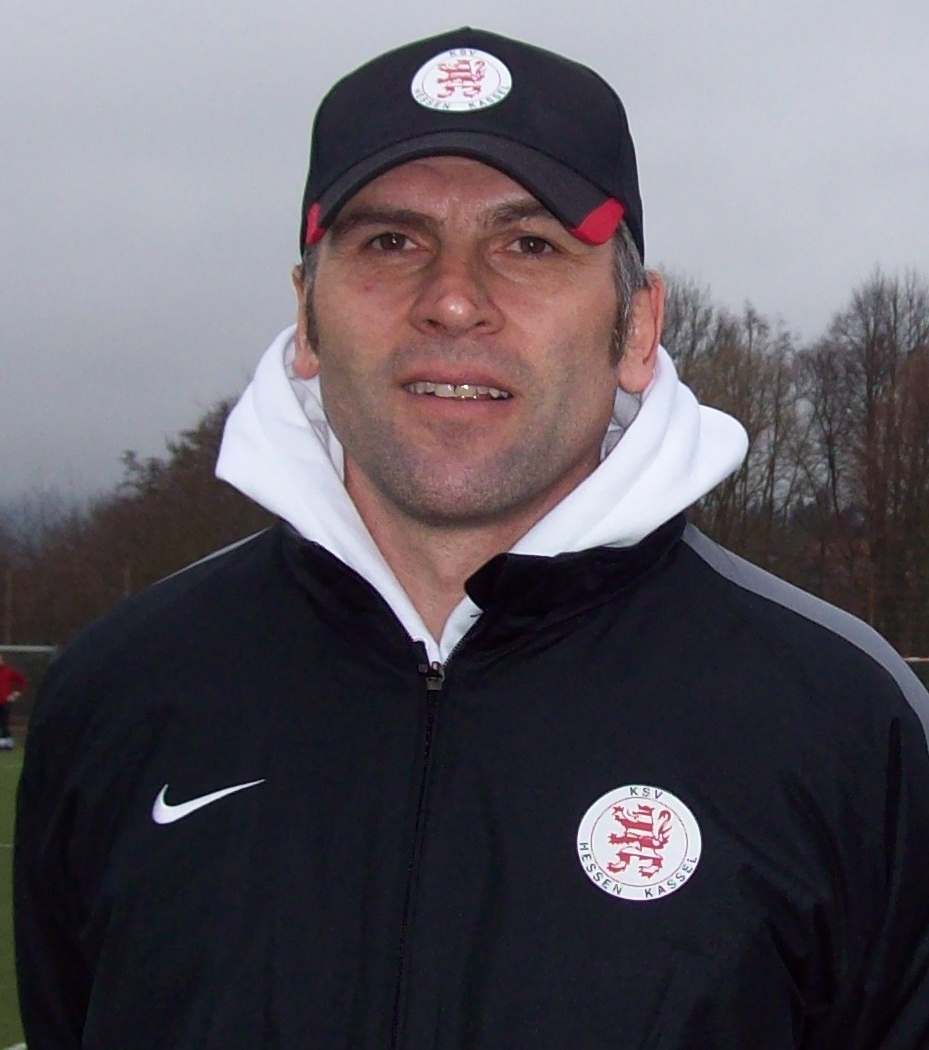
Uwe Wolf (* 1967)

#### Wolf, V
- Wolf, Vanessa (* 1969), deutsche Theaterwissenschaftlerin und Theaterregisseurin
- Wolf, Vladimír (1942–2019), tschechischer Historiker, Archivar und Hochschullehrer
- Wolf, Volker (* 1957), deutscher Synchronsprecher

#### Wolf, W
- Wolf, Waldemar (1929–2001), deutscher Politiker (SPD), MdL
- Wolf, Wallace (1930–1997), US-amerikanischer Schwimmer und Wasserballspieler
- Wolf, Walter (1907–1977), deutscher Pädagoge und Politiker (KPD, SED)
- Wolf, Walter (* 1939), österreichisch-kanadischer Unternehmer und ehemaliger RennstallbesitzerWalter Wolf (* 1939)

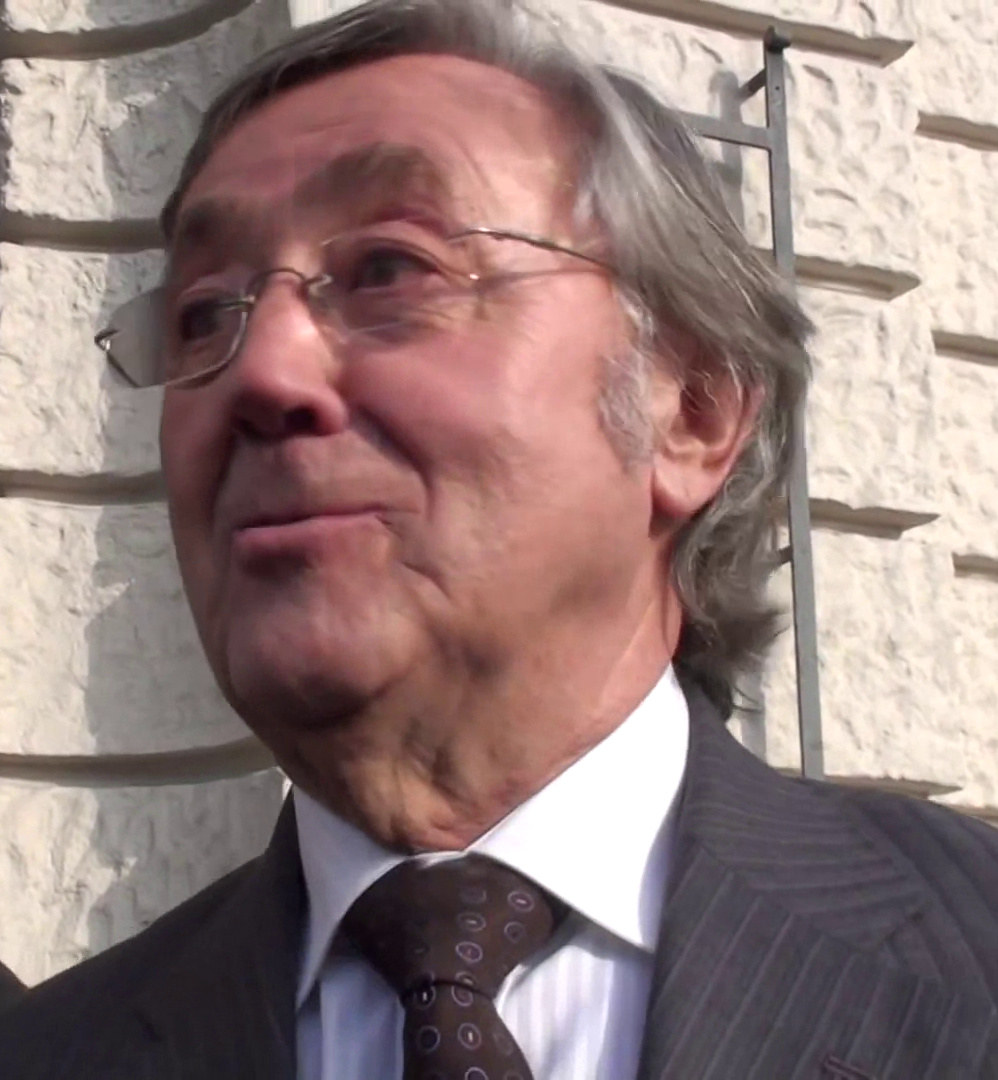
Walter Wolf (* 1939)

- Wolf, Walter (* 1947), deutscher Journalist und Chefredakteur
- Wolf, Walter (* 1953), deutscher Fachjournalist und Fotograf
- Wolf, Walther (1900–1973), deutscher Ägyptologe
- Wolf, Warren (* 1979), US-amerikanischer Jazz-Vibraphonist (auch Schlagzeug, Piano) und Komponist
- Wolf, Werner (1906–1967), deutscher Germanist
- Wolf, Werner (1925–2015), deutscher Fußballspieler und -trainer
- Wolf, Werner (1925–2019), deutscher Musikwissenschaftler
- Wolf, Werner (1929–2005), deutscher Gewerkschafter und Politiker (SPD), MdA Berlin
- Wolf, Werner (* 1945), deutscher Politikwissenschaftler und Behördenleiter
- Wolf, Werner (* 1955), deutscher Anglist
- Wolf, Werner (* 1956), deutscher Manager und Fußballfunktionär
- Wolf, Wilhelm (1863–1938), deutscher Zeitungsverleger
- Wolf, Wilhelm (1897–1939), österreichischer Politiker
- Wolf, Wilhelm (1899–1948), deutscher Politiker (CDU), MdV
- Wolf, Wilhelm (* 1966), deutscher Richter
- Wolf, Wilhelm Georg (1845–1917), Forstmeister, Mitglied des Provinziallandtages der Provinz Hessen-Nassau
- Wolf, Wilhelm von (1869–1943), deutscher Verwaltungsjurist und Ministerialbeamter in Bayern
- Wolf, Willi (1904–1971), deutscher Parteifunktionär (SPD/SED) und FDGB-Funktionär
- Wolf, Willi (1924–2007), deutscher Gewerkschafter und Politiker (SPD), MdB
- Wolf, Willi (1938–2018), deutscher Verwaltungsbeamter und Mitglied des Bayerischen Senats (1998–1999)
- Wolf, William P. (1833–1896), US-amerikanischer Politiker
- Wolf, Winfried (1900–1982), österreichisch-deutscher Pianist, Komponist und Musikpädagoge
- Wolf, Winfried (* 1943), deutscher Autor
- Wolf, Winfried (1949–2023), deutscher Politiker (PDS), MdB, Journalist und AutorWinfried Wolf (1949–2023)

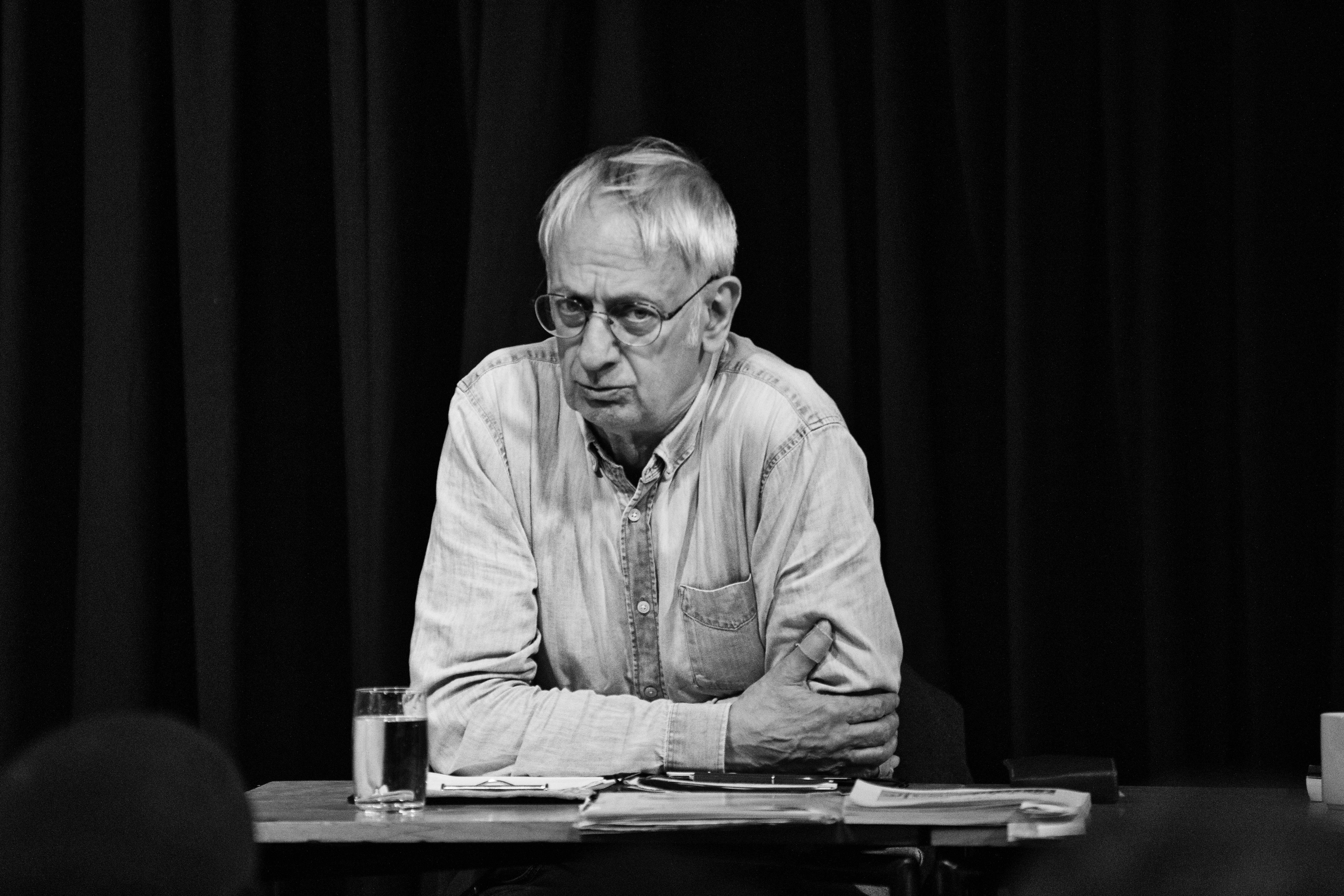
Winfried Wolf (1949–2023)

- Wolf, Wolf-Dieter (* 1944), deutscher Sportfunktionär und Immobilienunternehmer
- Wolf, Wolf-Werner (1944–2020), deutscher Tänzer, Choreograph, Tanzlehrer und Tanztherapeut
- Wolf, Wolfgang, deutscher Automobilrennfahrer
- Wolf, Wolfgang (* 1957), deutscher Fußballspieler und -trainer

#### Wolf, X
- Wolf, Xaver (1937–2017), deutscher Politiker (SPD), MdL

#### Wolf, Y
- Wolf, Yannick (* 2000), deutscher Leichtathlet

#### Wolf, Z
- Wolf, Zacharias (1667–1726), deutscher Soldat in gottorfischen Diensten, Adliger, Festungsbau-Ingenieur, Kartograf
- Wolf, Zayde (* 1977), US-amerikanischer Singer-Songwriter und Musikproduzent

### Wolf-

#### Wolf-A
- Wolf-Almanasreh, Rosi (1941–2022), deutsche Journalistin und Amtsleiterin
- Wolf-Aury, Heike, deutsche Szenenbildnerin und Filmausstatterin

#### Wolf-B
- Wolf-Beranek, Hertha (1912–1977), deutsche Volkskundlerin und Sprachwissenschaftlerin

#### Wolf-C
- Wolf-Czapek, Karl Wilhelm (1877–1913), tschechischer Autor, Redakteur und Fotograf

#### Wolf-F
- Wolf-Ferrari, Ermanno (1876–1948), deutsch-italienischer KomponistErmanno Wolf-Ferrari (1876–1948)

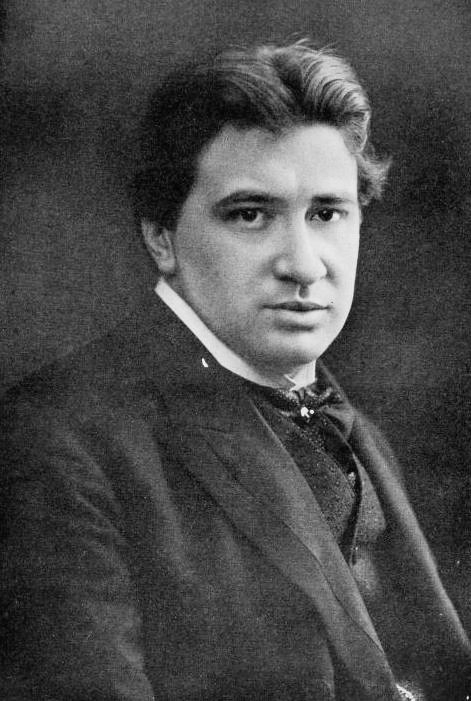
Ermanno Wolf-Ferrari (1876–1948)

#### Wolf-H
- Wolf-Holzäpfel, Werner (* 1957), deutscher Architekt und Architekturhistoriker
- Wolf-Hunkeler, Edith (* 1972), Schweizer Sportlerin

#### Wolf-M
- Wolf-Matthäus, Lotte (1908–1979), deutsche Sängerin (Alt)

#### Wolf-P
- Wolf-Perraudin, Petra, deutsche Opern- und Konzertsängerin (Mezzosopran), Sprech- und Gesangspädagogin und Stimmbildnerin

#### Wolf-R
- Wolf-Rehfeldt, Ruth (1932–2024), deutsche Künstlerin in den Bereichen Visuelle Poesie und Mail Art
- Wolf-Roskosch, Florian (* 1983), deutscher Schriftsteller

#### Wolf-Z
- Wolf-Zellweger, Ursula (1735–1820), Mitglied der Familie Zellweger aus Trogen